# Buick
Buick [ˈbjuːɨk] ist eine 1903 gegründete Automarke. 
Sie gehört zum US-amerikanischen Automobilkonzern General Motors seit dessen Gründung 1910. Buick-Fahrzeuge werden aktuell in den USA und in China produziert.

## Vorgeschichte

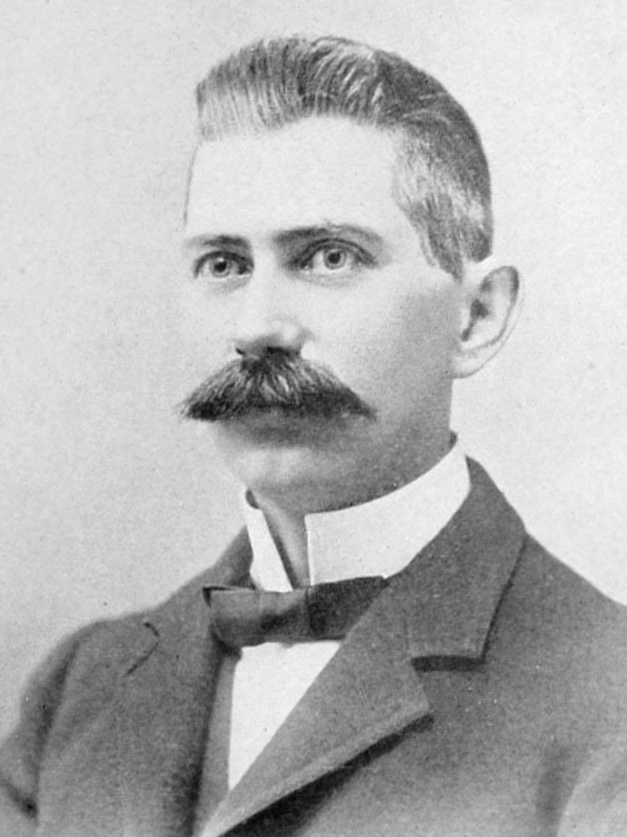
David Dunbar Buick (1854–1929)

Die Anfänge des Unternehmens lassen sich auf einen Betrieb zur Herstellung von Eisenwaren und Motoren zurückführen, den der gebürtige Schotte David Dunbar Buick 1882 übernommen hatte. Er gilt als Erfinder des Rasensprinklers und eines Verfahrens, mit dem sich Porzellan und Gusseisen verbinden lassen („Emaillieren“). Sein Unternehmen gedieh; Buick war jedoch eher ein Tüftler und Erfinder als ein Geschäftsmann. Als er sich in den Jahren nach 1890 immer mehr mit dem Verbrennungsmotor beschäftigte und immer weniger Zeit für das Unternehmen aufbrachte, kam es zu Spannungen unter den Partnern und letztlich zur Trennung und zum Verkauf des Unternehmens an die Standard Sanitary Manufacturing Company.

### Motoren und Automobile
Buick wandte nun seine Zeit und sein Kapital für die Motorenentwicklung auf. 1899 gründete er die Buick Auto-Vim and Power Company zur Herstellung von Motoren für Landwirtschaft und Boote, beschäftigte sich aber gleichzeitig mit der Entwicklung eines kompletten Automobils. Auch hier konzentrierte er sich zu sehr auf Tüfteleien und zu wenig auf den Verkaufserfolg seiner Produkte. 1902 wurde das Unternehmen in Buick Manufacturing Company umbenannt. Technische Unterstützung erhielt er von den Ingenieuren Walter Lorenzo Marr und Eugene Richard, der bei Oldsmobile gearbeitet hatte. Zu dritt entwickelten sie einen neuartigen Motor, dessen Ventile nicht mehr seitlich angebracht waren, sondern im Zylinderkopf. Sie nannten das Prinzip „Valve-in-Head“, ein Vorläufer des modernen OHC-Motors. Mittlerweile gab es einen einzelnen Prototyp, aber gleichzeitig war absehbar, dass Buicks Kapital praktisch aufgebraucht war. Auch das Verhältnis zwischen Buick und Marr scheint nicht immer einfach gewesen zu sein; 1903 verließ Marr das Unternehmen, um eine eigene Produktion zu gründen. Sein Automobil hatte einen ähnlichen Motor wie Buick, die Marr Auto-Car Company scheiterte allerdings nach kurzer Zeit aus Gründen, auf die Marr keinen Einfluss hatte.

## Buick Motor Company

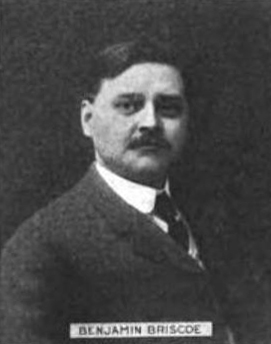
Benjamin Briscoe (1867–1945). Aufnahme von 1909
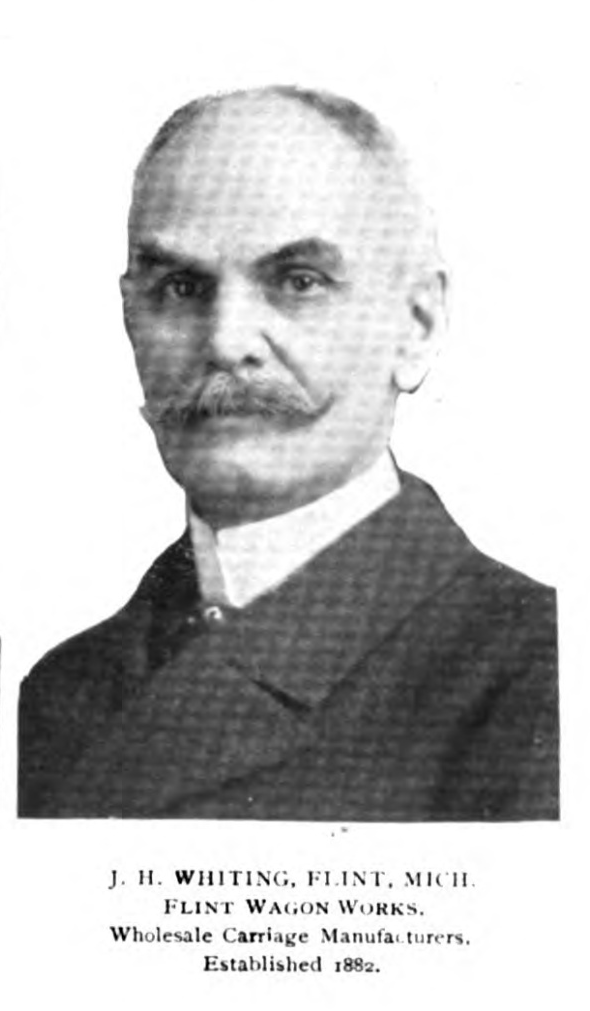
James H. Whiting (1842–1919). Aufnahme von 1904
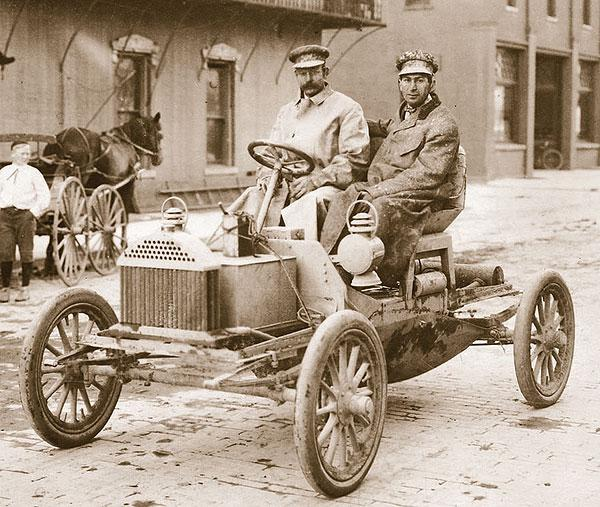
Walter Marr und Tom Buick (David Buicks Sohn) während der Erprobung des ersten in Flint fertig gestellten Buick-Automobils, einem Type B. Aufnahme vom 12. Juli 1904
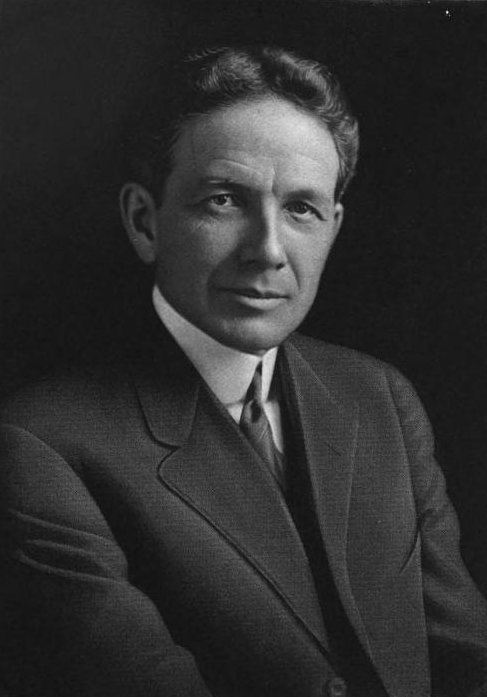
William Crapo Durant (1861–1947). Aufnahme von 1916
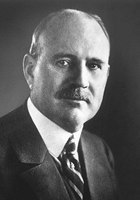
Charles W. Nash (1861–1947)

### Gründung

Buick-Markenzeichen um 1905. Dies ist das erste Logo der Marke

David Buick geriet in finanzielle Schwierigkeiten, weil er als Perfektionist die Auswertung seiner Arbeit hinauszögerte. Als er ein Darlehen von US-$ 650 von den Brüdern Briscoe nicht zurückzahlen konnte, sprang der Industrielle Benjamin Briscoe mit einem Betrag von US-$ 5000 ein. Briscoe war es auch, der das Unternehmen erneut umstellte und am 19. Mai 1903 als Buick Motor Company unter dem Recht des Bundesstaats Michigan eintragen ließ. Zu diesem Zeitpunkt war der umtriebige Briscoe allerdings ernüchtert, weil es als Gegenwert für seine Kapitalinfusionen bislang nur einen Versuchswagen und eine Fabrikationsanlage gab, aber keine Aussicht auf einen baldigen Produktionsbeginn. Er zog sich zurück, als er einen neuen Kapitalgeber für Buick gefunden hatte. Das war im Spätsommer 1903 der Fall, als er mit James H. Whiting einig wurde. Whiting war als Inhaber des Kutschenbauers Flint Wagon Works ein bedeutender Unternehmer in Flint (Michigan) und auf der Suche nach einem Automobil, das er in der damals 14.000 Einwohner zählenden Kleinstadt bauen wollte.
Inzwischen hatte sich Briscoe anderweitig orientiert. Gemeinsam mit Jonathan Dixon Maxwell, einem anderen Oldsmobile-Veteranen, der zuletzt bei Northern als Chefingenieur tätig gewesen war, gründete er die Maxwell-Briscoe Company, Herstellerin des Maxwell-Automobils und eine der Vorläuferinnen des Chrysler-Konzerns.
Whiting ließ die Buick-Produktionsanlagen nach Flint verlegen, was zu weiteren Verzögerungen führte. Erst im Sommer 1904 kam der einzige Prototyp in Flint an; im August konnte das erste Buick-Automobil verkauft werden. Inzwischen war Marr ins Unternehmen zurückgekehrt und nahm die Position des Chefingenieurs ein.

### William Durant

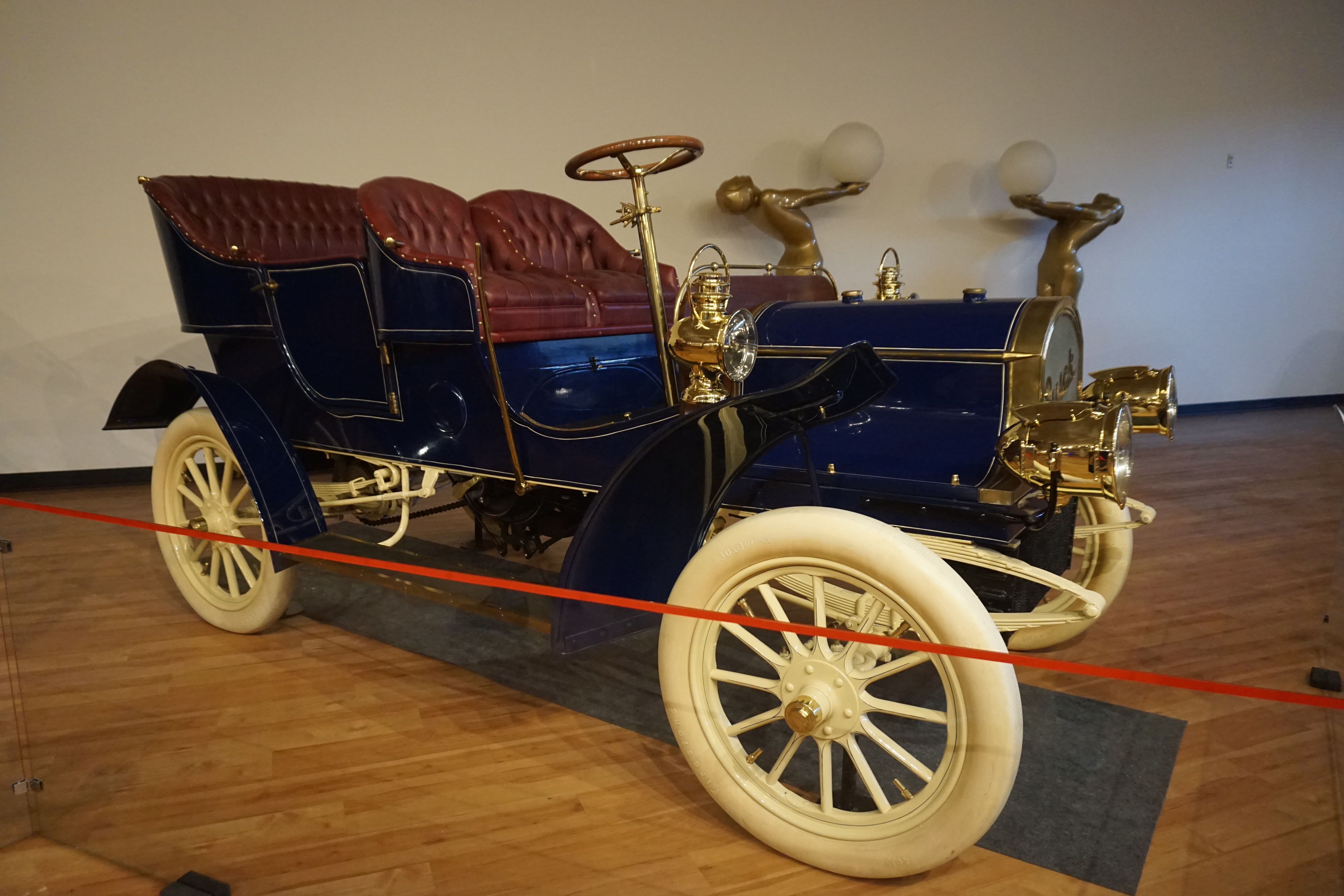
Buick Model C Tonneau (1905)

In den nächsten zwei Monaten folgten Bestellungen für 16 weitere Fahrzeuge. Deren Produktion überstieg Whitings finanzielle Möglichkeiten. Er suchte also einen weiteren Kapitalgeber und fand ihn in seinem Freund William Durant. Durant war Miteigentümer der Durant-Dort Carriage Company, eines der größten Kutschenbauunternehmen in den Vereinigten Staaten. Anscheinend musste Durant erst vom Nutzen des Automobils überzeugt werden, ehe er sich das Unternehmen ansah. Dann aber ging es sehr schnell. Die Aktionäre stimmten am 1. November 1904 Durants Vorschlag einer Aktienkapitalerhöhung auf US-$ 300.000 und seiner Übernahme des Unternehmens zu. Bereits am 19. November wurde eine Aufstockung auf US-$ 500.000 beschlossen. Typisch für Durants Vorgehensweise war, dass er nicht selbst Präsident wurde, sondern Josiah Begole vorschlug, einen Direktor der Flint Wagon Works und Sohn des früheren Gouverneurs von Michigan, Josiah Williams Begole. Als Geschäftsführer wurde Charles W. Nash von Durant-Dort gewonnen. Später stellte Whiting in seiner Whiting Motor Car Company ebenfalls Automobile her.
Zur Verstärkung der Entwicklungsarbeit bei Buick wurde 1905 der Ingenieur Enos DeWaters eingestellt, der bei der E. R. Thomas Motor Car Company in Buffalo, einem Hersteller von hochklassigen Automobilen und Motorrad-Pionier, und bei Cadillac tätig gewesen war. Kurz darauf fusionierte die Buick Motor Company mit den C. S. Mott Carriage Works von Charles Stewart Mott.
Um für Buick juristische Probleme mit dem Selden-Patent zu vermeiden, kaufte Durant mit der Pope-Robinson Company in Hyde Park (Boston) einen insolventen Fahrzeughersteller, der bereits eine solche Lizenz besaß. Das 1895 gewährte US-Patent sicherte den Inhabern ein Monopol auf die Herstellung von Fahrzeugen mit Verbrennungsmotoren, zur Durchsetzung ihrer Interessen wurde die Association of Licensed Automobile Manufacturers (A.L.A.M.) gegründet. Die insolvente Pope-Robinson Company wurde auf Buick übertragen und das Unternehmen danach aufgelöst.

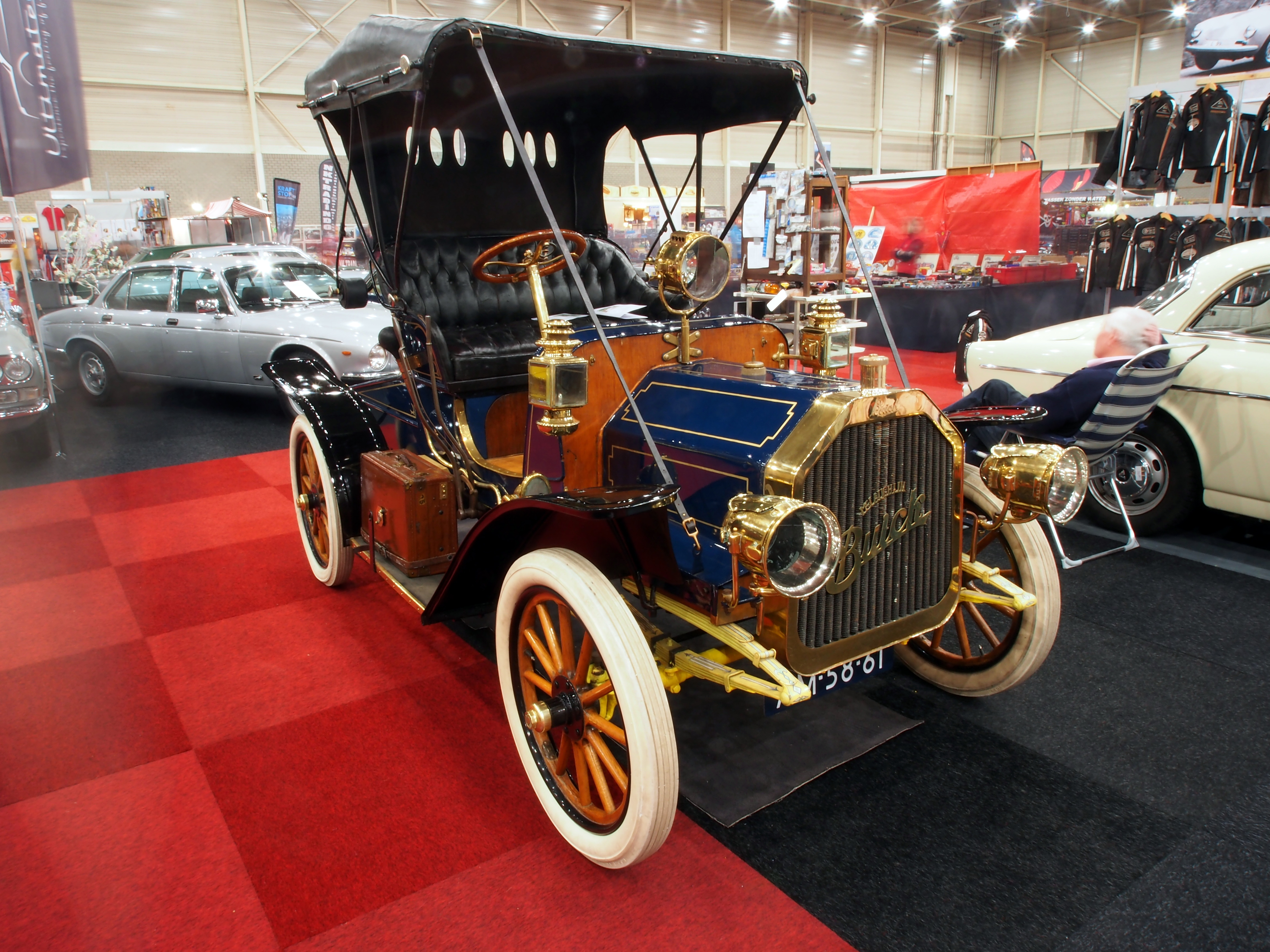
McLaughlin-Buick Model G Runabout, Zweizylinder (1906)

Durant erhielt 1100 Bestellungen bis zum Automobilsalon von Detroit im November 1905, doch nur 750 Buick-Fahrzeuge konnten bis Ende des Jahres fertiggestellt werden. Es kam zu einer langjährigen Kooperation mit dem kanadischen Unternehmer Samuel McLaughlin, der in seiner McLaughlin Motor Car Company zunächst Antriebsstränge und ab 1907 Automobile der Baureihen F und G fertigte. Mit seinen Zweizylinder-Automobilen schaffte es Buick bis 1907, der zweitgrößte Automobilhersteller in den Vereinigten Staaten (hinter Ford) zu werden. In diesem Jahr erschienen zusätzlich Buick-Vierzylindermodelle; der Ausstoß betrug 4641 Fahrzeuge.

### General Motors (1908–1920)
Die Geschicke von Buick und General Motors (GM) sind historisch eng verwoben. Durant und Mott gründeten die zunächst General Motors Company genannte Gesellschaft am 16. September 1908 in Flint als Holdingdach für die Buick Motor Company und weitere geplante Akquisitionen. Mott war lange Zeit GMs größter Einzelaktionär, beteiligte sich aber nicht am Tagesgeschäft. Im gleichen Jahr kam Oldsmobile unter das Holdingdach. David Dunbar Buick verkaufte Ende des Jahres seine Aktien und verließ das Unternehmen. Danach scheiterte er mehrfach als Unternehmer und arbeitete zuletzt, gesundheitlich geschwächt, als Lehrer und Pförtner an einer Handelsschule in Detroit. Als erster GM-Präsident wurde interimsweise George E. Daniels gewählt, der das Amt nach einem Monat an William M. Eaton abgab. In diese Zeit fallen auch Buicks erste rennsportliche Aktivitäten, und Durant persönlich stellte 1907 ein Team zusammen. Dessen erster Leiter wurde William H. Pickens. Als Fahrer wurden Louis und Arthur Chevrolet, Bob Burman und Lewis Strang verpflichtet. Louis Chevrolet war der Team Captain. Im gleichen Jahr bezog Buick neue Anlagen in Flint (Michigan). Am bisherigen Standort in Jackson wurden noch bis 1912 Buick-Lkw hergestellt. Der Werkleiter der Durant-Dort Carriage Company, Charles W. Nash, wurde 1908 als Nachfolger von Begole zum Präsidenten der Buick Motor Company gewählt.

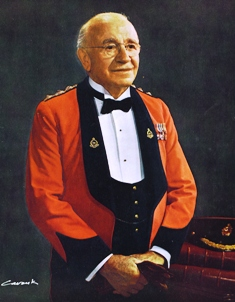
Colonel R. Samuel McLaughlin (1871–1972)
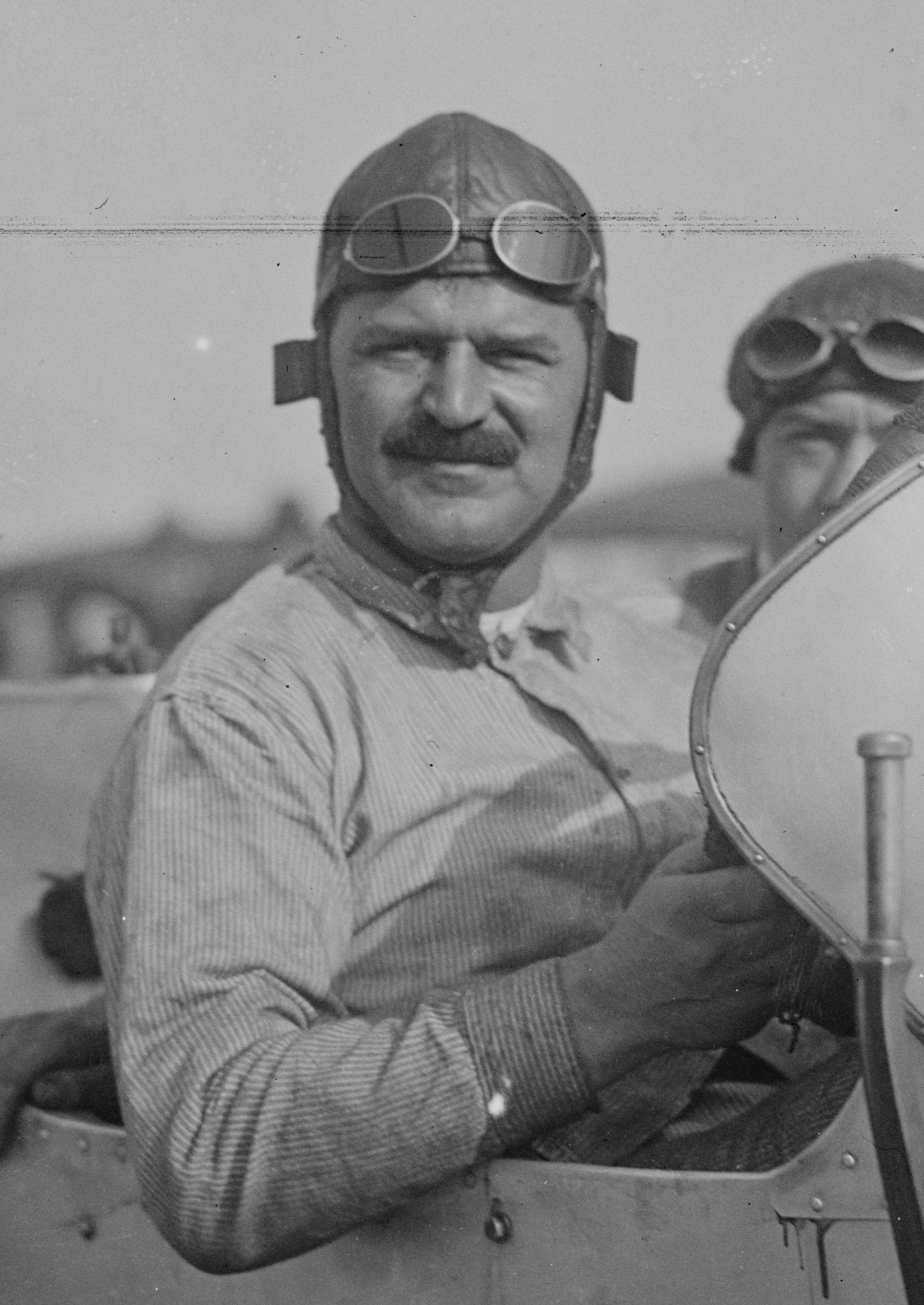
Louis Chevrolet (1878–1941), Aufnahme um 1920
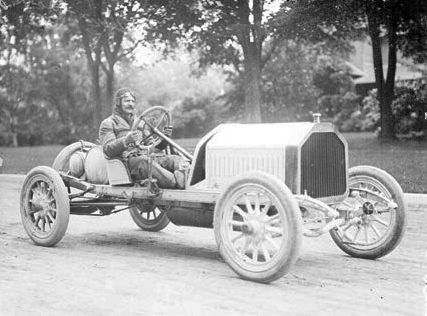
Louis Chevrolet auf Buick (1909)
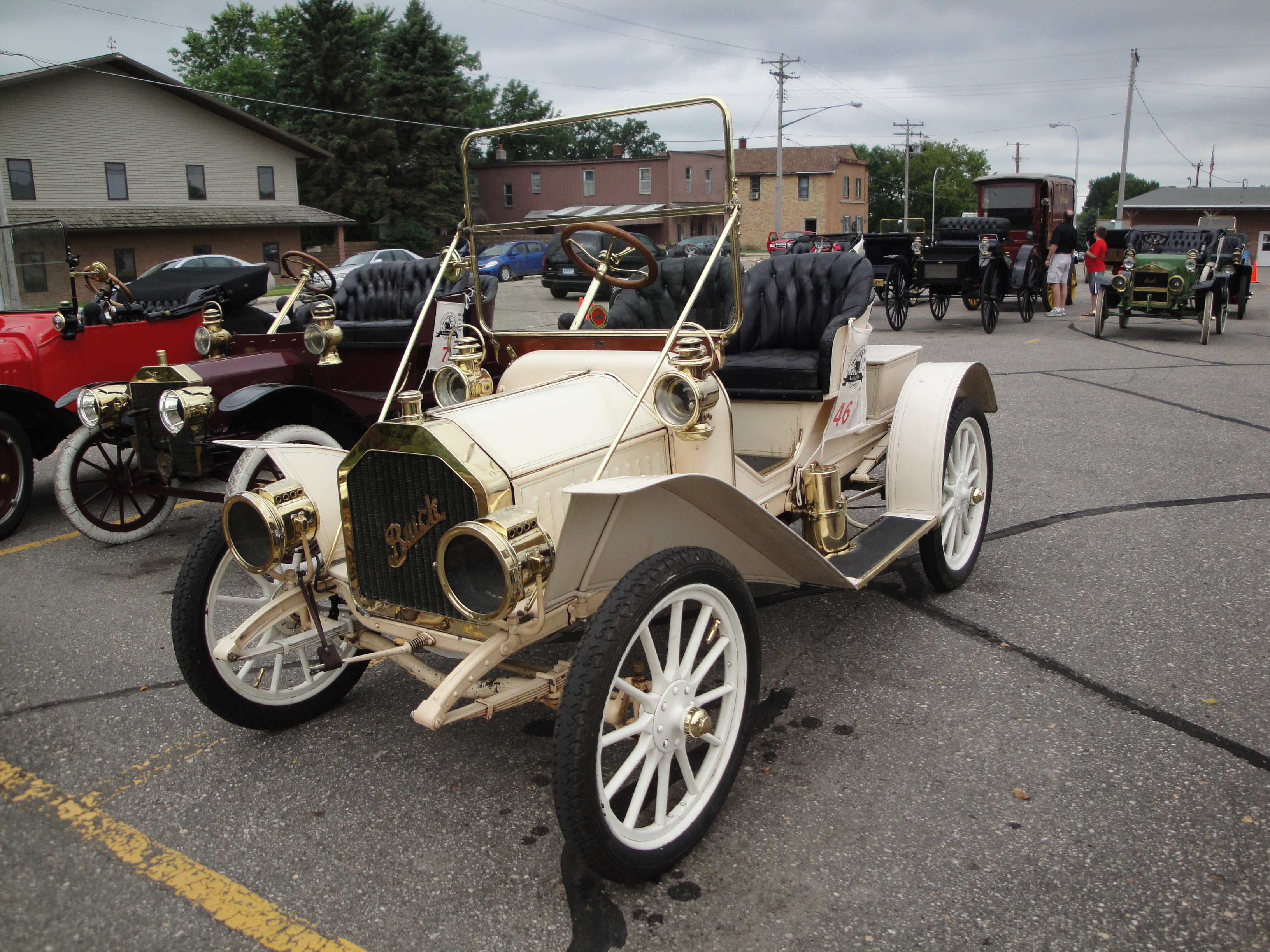
Buick Modell 10 Runabout (1908). Dies war eine etwas vergrößerte Version eines erfolgreichen Oldsmobile-Modells
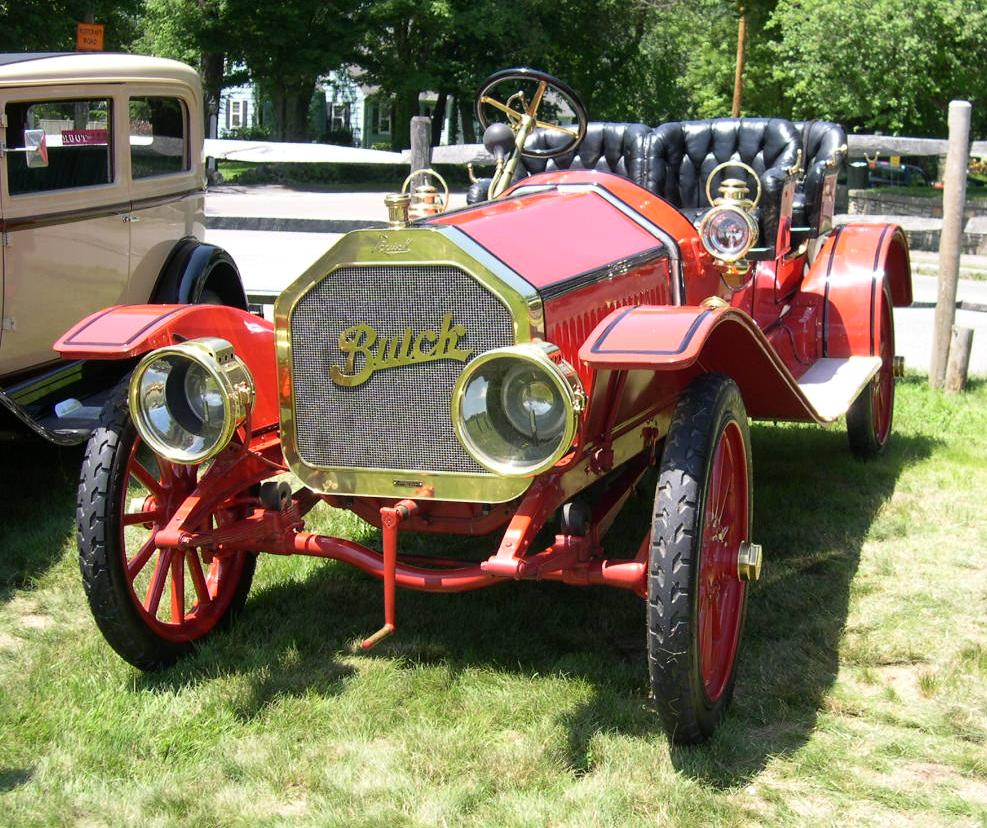
Buick Modell 39 Toy Tonneau (1910)
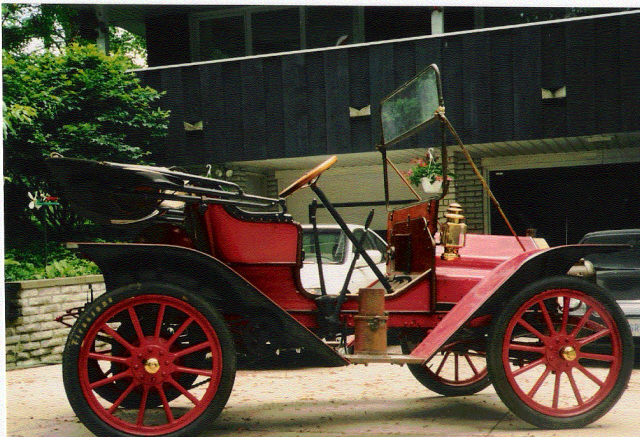
Buick Modell 14 „Buggyabout“ (1911), das letzte Zweizylindermodell von Buick

### Buick rettet General Motors

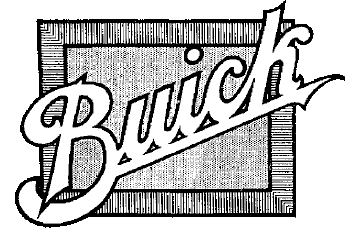
1912 Buick logo

Durant praktizierte mit General Motors eine aggressive Wachstumspolitik und gliederte dem Konzern weitere Unternehmen an. Finanziert wurde das Wachstum jeweils, indem der Kauf ganz oder größtenteils durch Aktientausch erfolgte. Für Durant war Buick eine der „Geldmaschinen“, die GM und damit seine teuren (und nachträglich gesehen nicht immer klugen) Firmenkäufe tragen mussten. Andere waren Oldsmobile, Cadillac und Oakland. Zu dieser Zeit war Buick sehr erfolgreich und hauptsächlich im unteren Preissegment aktiv. Im Modelljahr 1910 wurden 27.377 Autos verkauft.
Indes hatte General Motors Schulden von US-$ 15 Mio. angehäuft. Die Banken erzwangen im September 1910 Durants Rücktritt und setzten zunächst Frank L. Storrow als ihren Interessenvertreter im Präsidentenamt durch. Er wurde nach nur zwei Monaten im Amt von Thomas Neal
abgelöst. Im November 1912 folgte ihm Charles Nash ins Amt. Ihm kommt das Verdienst zu, das finanzielle Chaos geordnet und damit General Motors gerettet zu haben. Sein Nachfolger bei Buick wurde mit Walter P. Chrysler ein weiter späterer Konzerngründer; auch ihn hatte Durant seinerzeit ins Unternehmen geholt. Bei der Sanierung der praktisch insolventen General Motors Company kam Buick eine entscheidende Rolle zu. Das Unternehmen wurde dem nicht zuletzt durch das Talent des Verkaufsleiters Richard H. „Trainload“ Collins gerecht, der den Übernamen „Zugladung“ keinem Zufall verdankte: Von 1915 auf 1916 verdreifachte er die Anzahl der verkauften Fahrzeuge von 43.946 auf 124.834 Einheiten.

### Rainier und Marquette

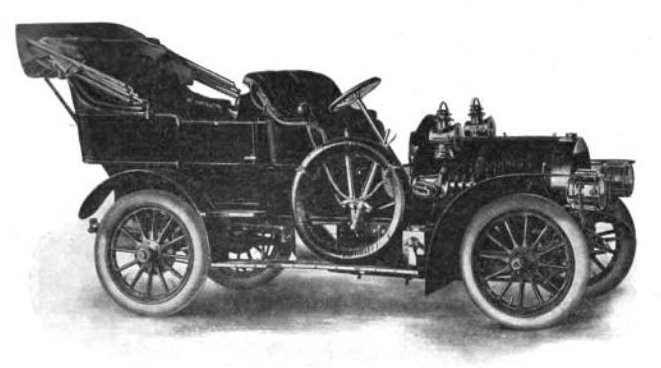
Rainier Modell A 22–28 HP Touring (1906)

Durant hatte noch im Mai 1909 die Rainier Motor Car Company in Flushing (Queens, New York) erworben, eine in Schwierigkeiten geratene ernsthafte Herstellerin hochwertiger Automobile. Es zeigte sich, dass das Unternehmen nicht zu retten war. Um den Rainier kostengünstiger weiter produzieren zu können, wurde die Marquette Motor Company in Saginaw (Michigan) eingerichtet, die vom Buick-Management geleitet wurde. Im Zuge der Sanierungsmaßnahmen bei GM wurde auch diese Marke schnell aufgegeben. Im Gedächtnis blieb sie vor allem, weil das Rennsportteam aus reglementarischen Gründen als Marquette-Buick antrat.
Es scheint, dass einige der letzten Exemplare der kurzlebigen Marke als Peninsular verkauft wurden.

### Buick in den 1910er Jahren

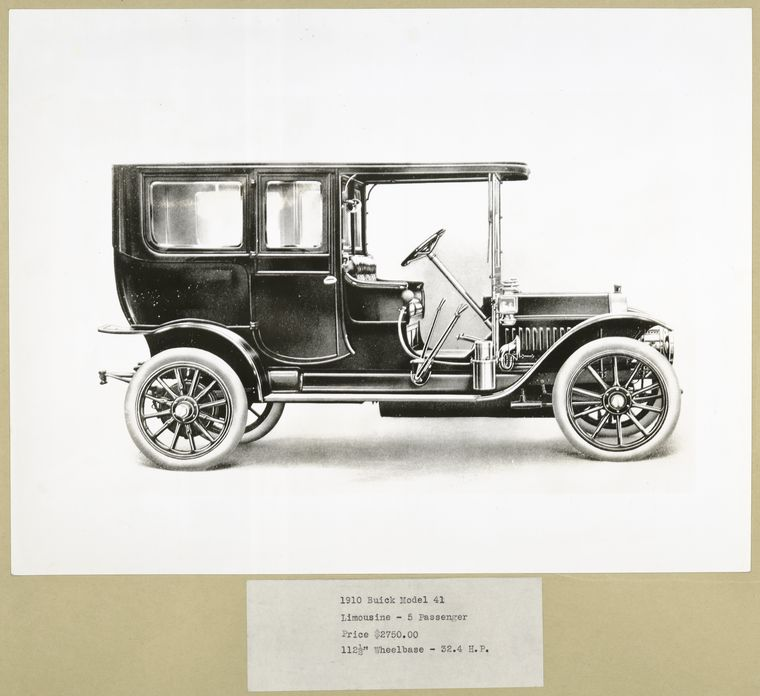
Buick Model 41 5-passenger Limousine (1910)

Das mit Abstand teuerste Modell war 1910 die Limousine Model 41. Den letzten Zweizylinder bot Buick 1911 an.
1914 gab es größere Veränderungen. Mit einem Six von 225 ci (3687 cm³), anfangs nur als Touring zu US-$ 1985 erhältlich, drang Buick weiter in die gehobene Mittelklasse vor und bot nun eine echte Alternative zum Cadillac. Neu waren Linkslenkung sowie Delco-Anlasser und elektrische Beleuchtung. Das billigste Modell war in diesem Jahr noch unter US-$ 1000 zu haben. In diesem Jahr wurden den Modellziffern ein B- vorangestellt. 1915 war es ein C-, 1916 und 1917 ein D-, 1918 ein E- und 1919 ein H-.

### Buick in den 1920er Jahren
1920 begannen die Bezeichnungen mit Model K- und endeten mit einer Ziffer. Von 1921 bis 1928 war es dann Model und eine Ziffer. 1929 gab es Serie 116, Serie 121 und Serie 129. Die Zahl gab den Radstand in Zoll an.

### Buick in den 1930er Jahren
Nun hießen die Fahrzeuge Series plus eine Zahl. Genannt werden 40, 50, 60, 70, 80 und 90, wobei nicht jedes Modell jedes Jahr angeboten wurde. 1931 lösten Modelle mit Achtzylinder-Reihenmotoren die bisher verwendeten Sechszylindermodelle ab.

### Buick in den 1940er Jahren
Bis 1942 blieb es bei den Achtzylindermodellen. Dann wurde die Produktion wegen des Zweiten Weltkriegs unterbrochen und erst 1946 fortgesetzt.

### Buick in den 1950er Jahren
Im Modelljahr 1957 bot Buick die Modelle Special, Super, Century und Roadmaster an.

## Jüngere Geschichte
Buick entwickelte sich in den folgenden Jahrzehnten bis in die 1970er Jahre zu einer der erfolgreichsten amerikanischen Automobilmarken.
Im neuen Konzern sollten durch Buick die Käuferschichten, die Luxusautos wie Cadillacs kauften, durch günstigere Modelle der Marke Buick oder Leute, die sich einen Cadillac nicht leisten konnten, angesprochen werden. Vom Ende der 1980er Jahre an orientierten sich die nachwachsenden jüngeren Käuferschichten jedoch eher an europäischen und japanischen Automobilmarken im oberen Modellsegment, was nachweislich den Abstieg von Buick wie auch anderer traditioneller amerikanischer Marken (Cadillac, Lincoln, Mercury) einleitete. Heute steht Buick innerhalb von General Motors hinter der Marke Cadillac und ringt ebenso wie diese um Profil. Die Buick Company ist seit Jahren defizitär, sodass die Modellpalette auf fünf Typen im Modelljahr 2006, ähnlich wie bei der Marke Pontiac, zusammengestrichen wurde, um neben der Neuauflage von traditionellen amerikanischen Limousinen (LaCrosse, Lucerne) im Segment von SUVs (Sport Utility Vehicles), exakter „Cross over vehicles“, neues Profil zu gewinnen.

Die Zielrichtung Buicks ist laut offizieller GM-Verlautbarung vor allem gegen Lexus (Toyotas Luxusdivision) zu sehen. 
Dies ist zumindest vom Standpunkt der Qualität sicherlich richtig, denn laut Studien von J. D. Power liegt Buick recht konstant auf Platz 2 hinter Lexus, was z. B. die „initial quality“ angeht. Sollte es nicht gelingen, läuft die Marke Buick Gefahr, vollständig eingestellt zu werden, was bei den Marken Oldsmobile und Pontiac bereits geschehen ist.
2023 beschlossen in den USA rund die Hälfte der Buick-Händler die Vermarktung von Buick-Fahrzeugen einzustellen, da sie eine Umschulung der Mitarbeiter für den Verkauf von Elektroautos ausgeschlossen hatten.
In den 1950er bis 1970er Jahren wurden zahlreiche Opel-Modelle (als Opel) durch das Buick-Vertriebsnetz in den Vereinigten Staaten angeboten, so der Olympia Rekord P1 (1959), der Olympia von 1967, Ascona, Manta A und insbesondere der Opel GT. Modelle von Vauxhall wurden über Pontiac-Händler vertrieben.

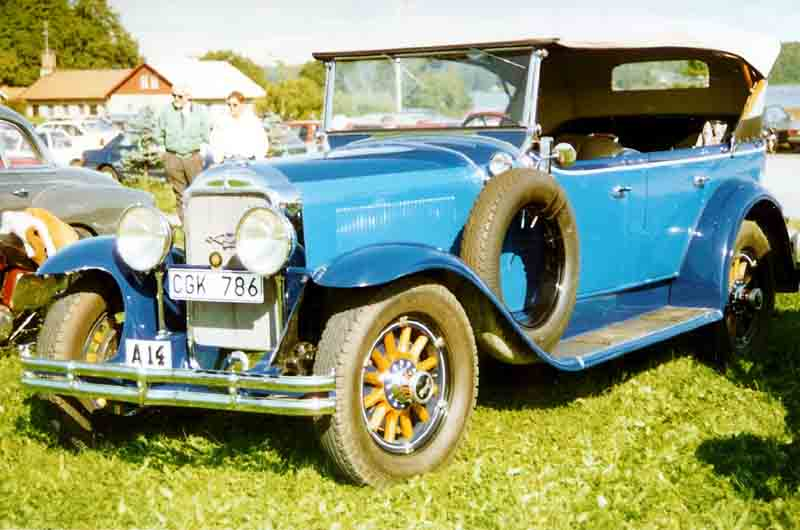
Buick Eight Series 121 Model 49 7 Pass. Touring (1929)
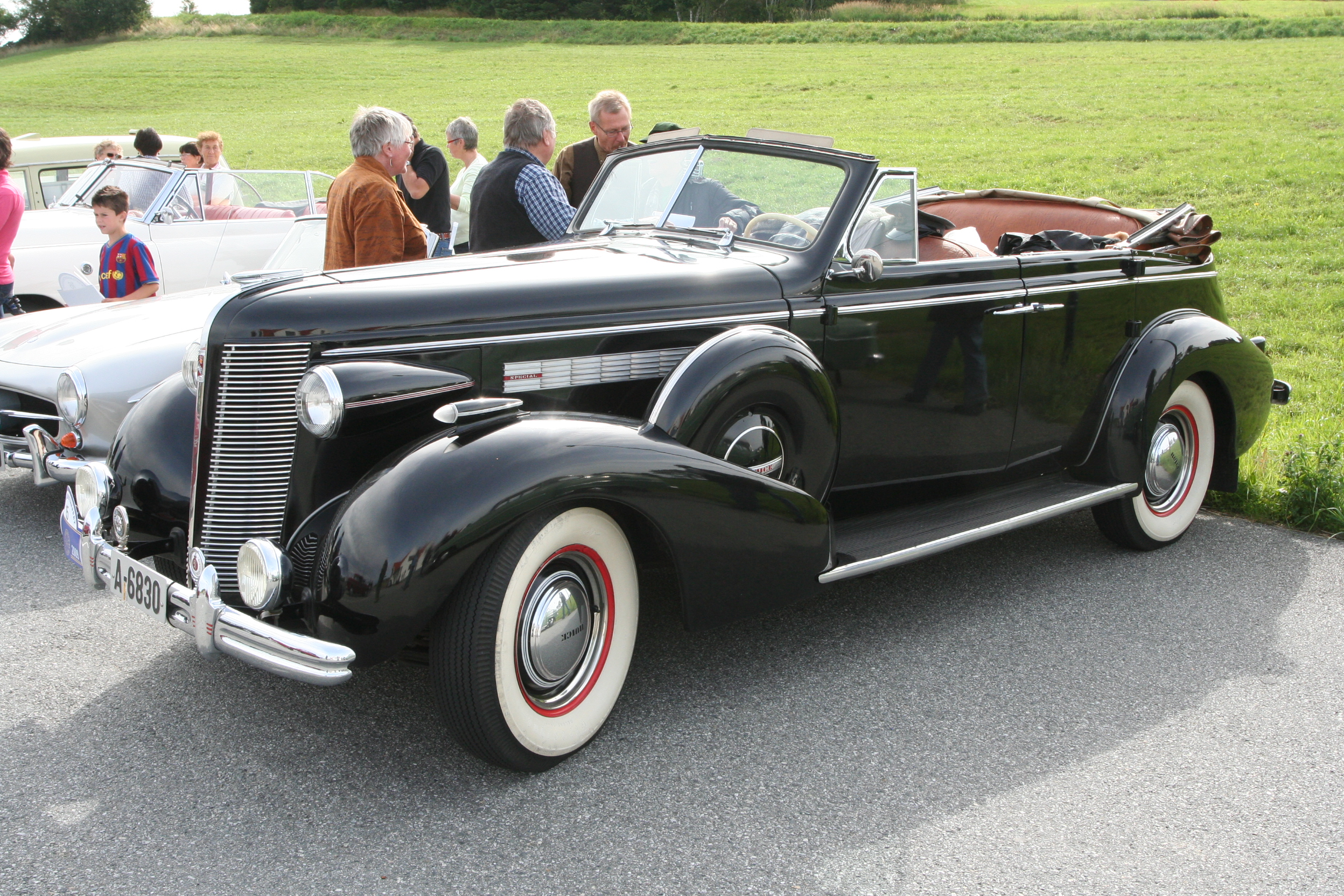
Buick Series 40 Special 4-Door Convertible (1937)
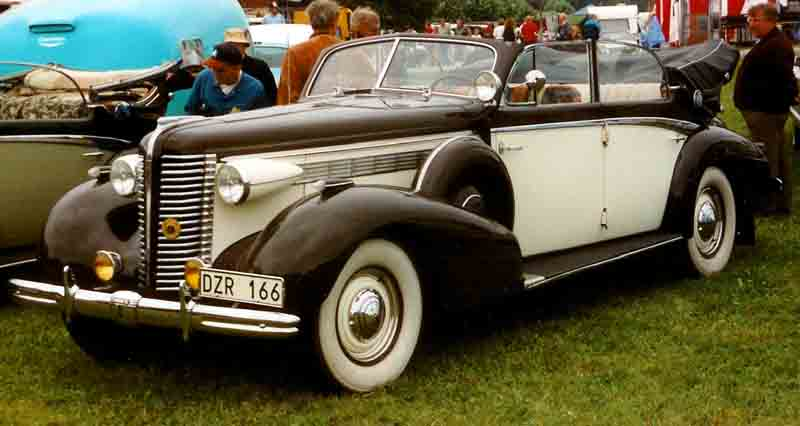
Buick Series 80 Roadmaster (1938)
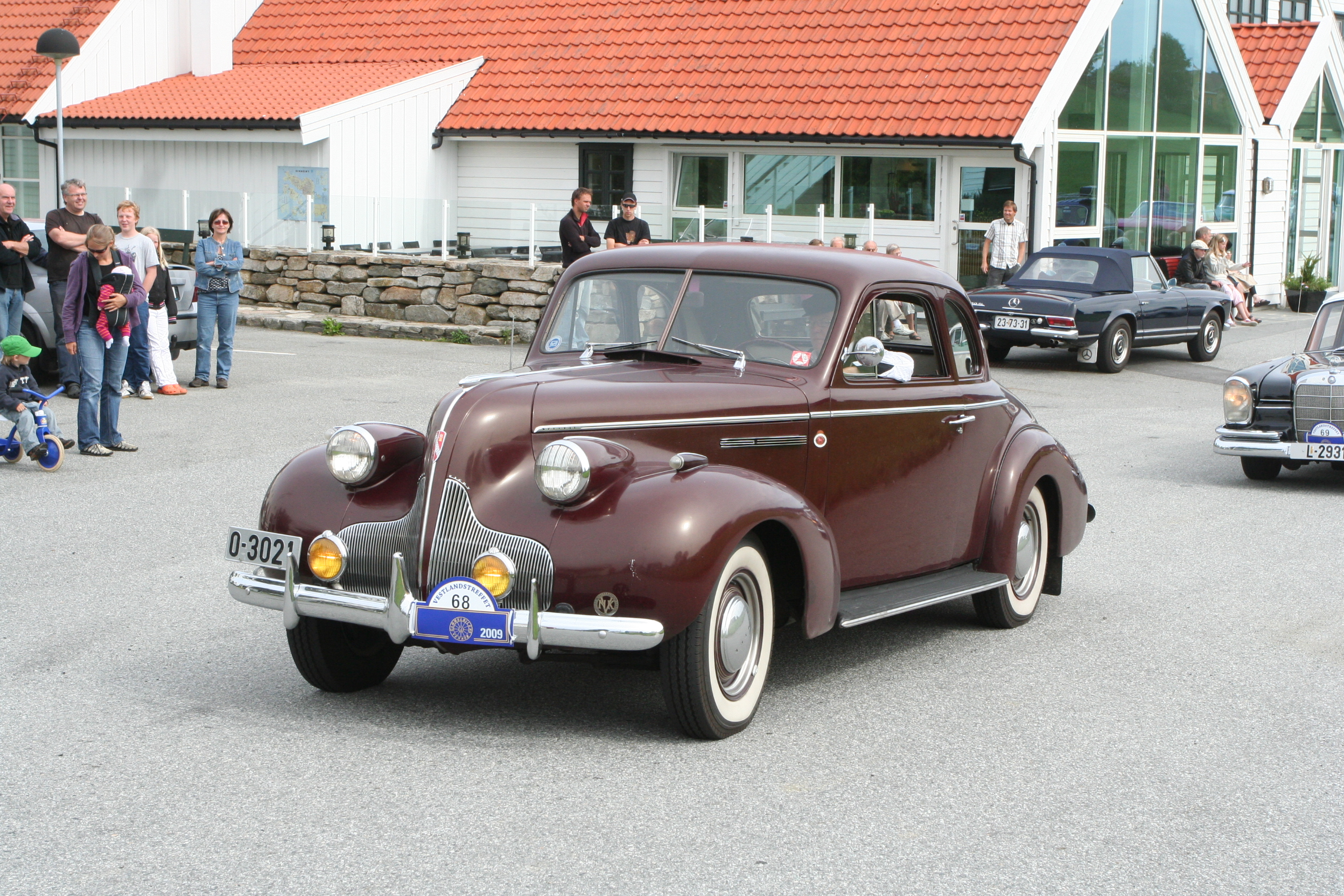
Buick Series 40 Special Coupé (1939)
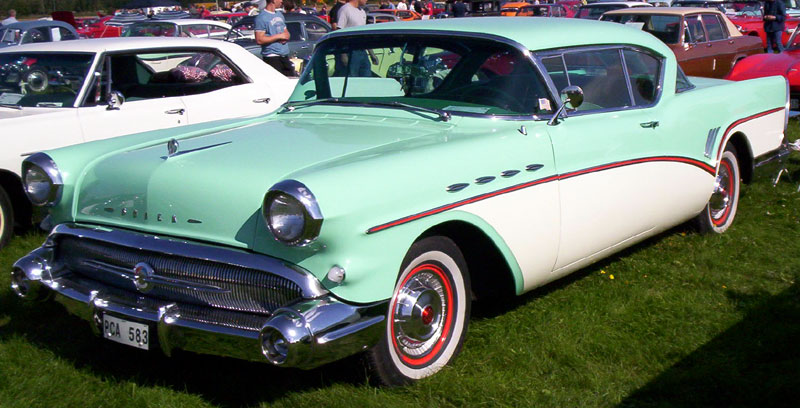
Buick Series 50 Super Riviera Hardtop (1957)
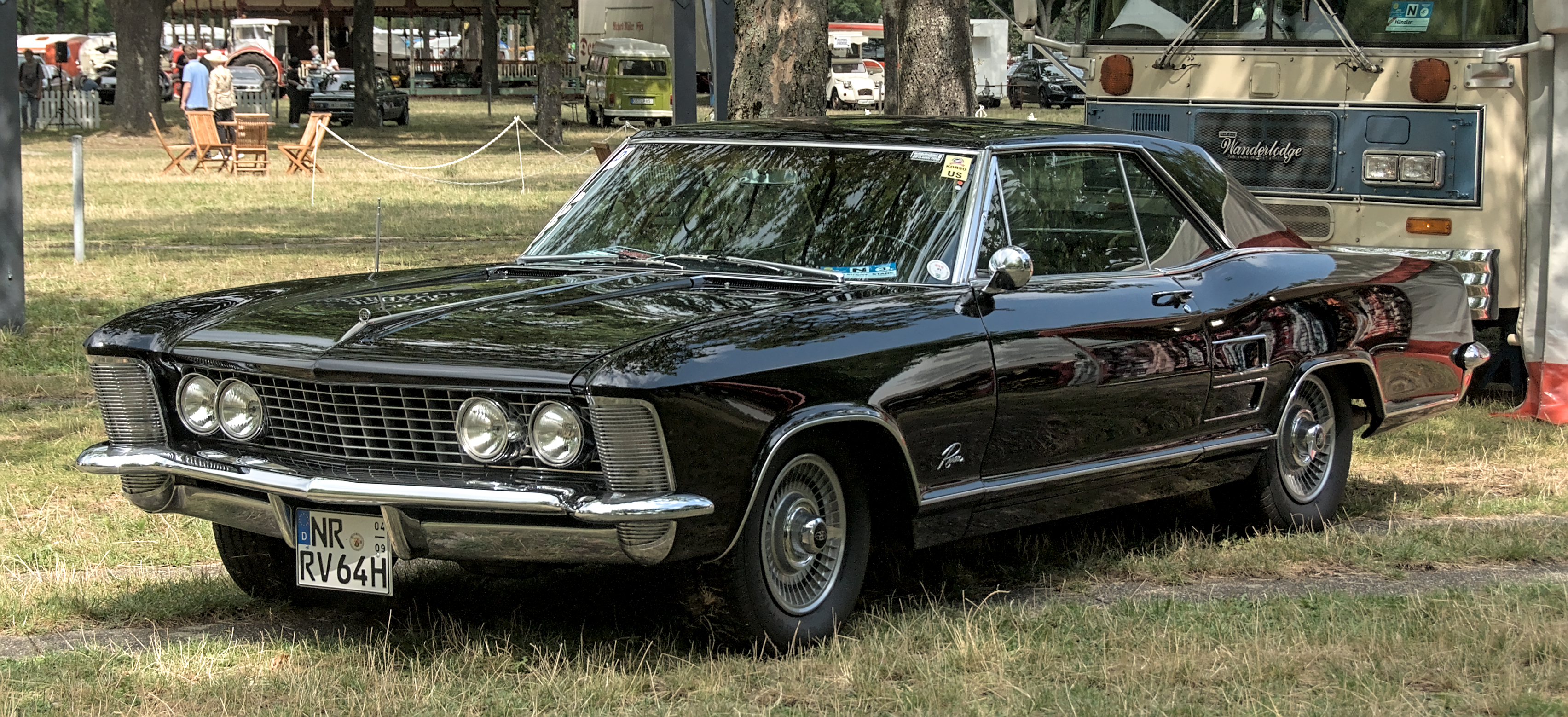
Buick Riviera (1964)
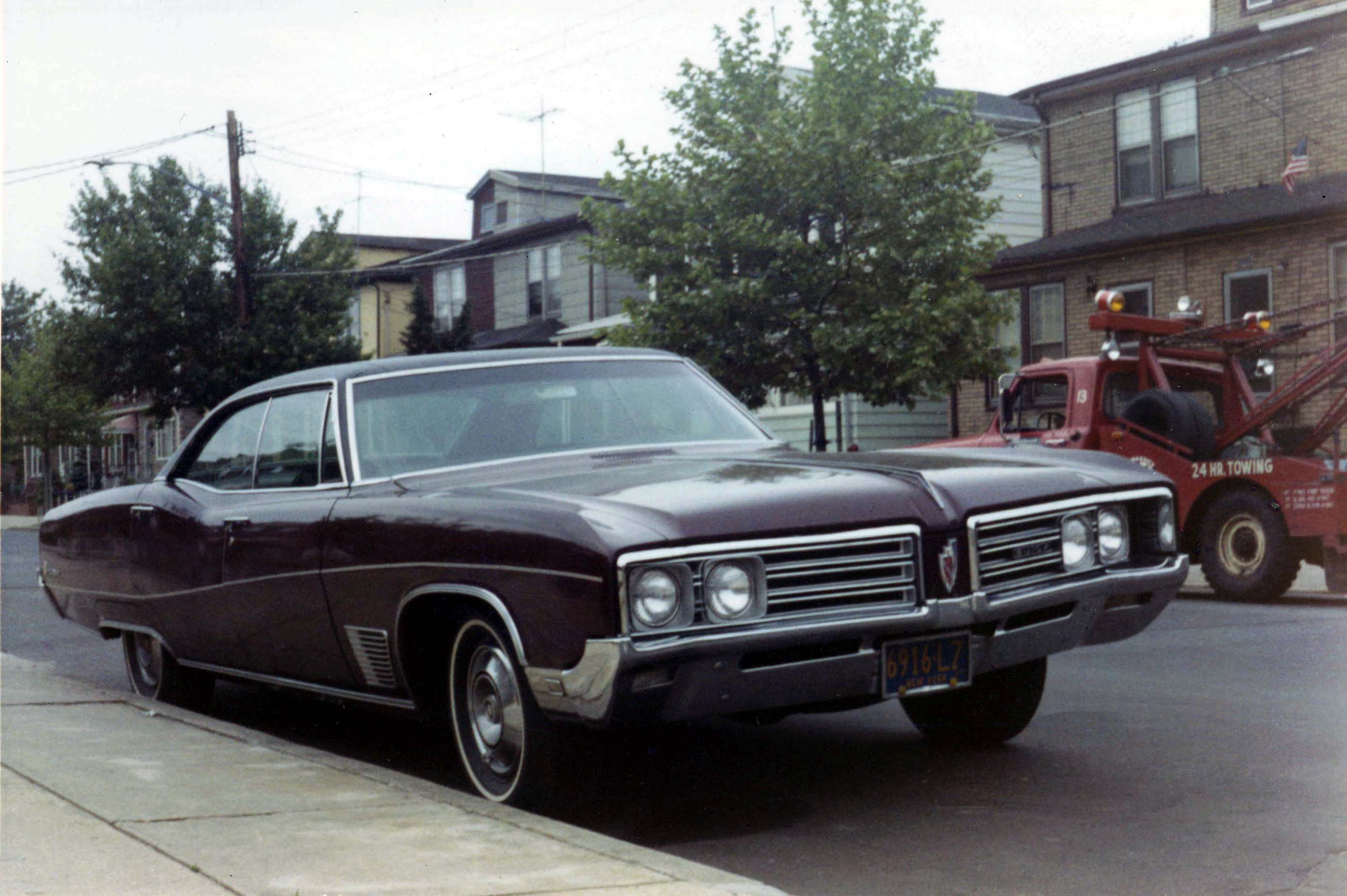
Buick Wildcat Custom Sedan (1968)
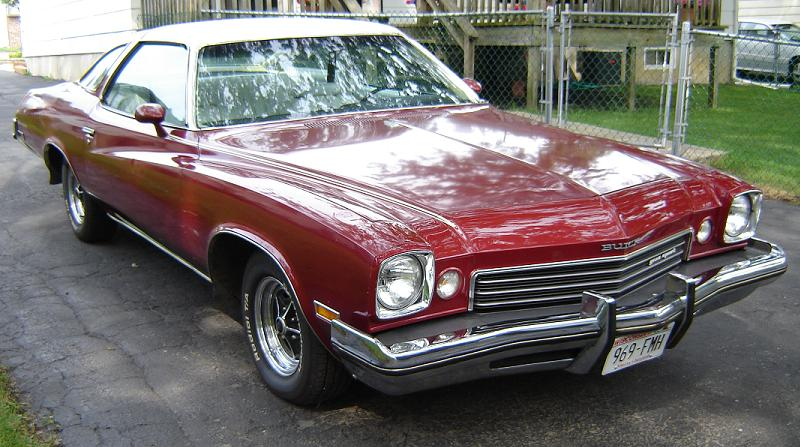
Buick Century GS („Gran Sport“, 1973)
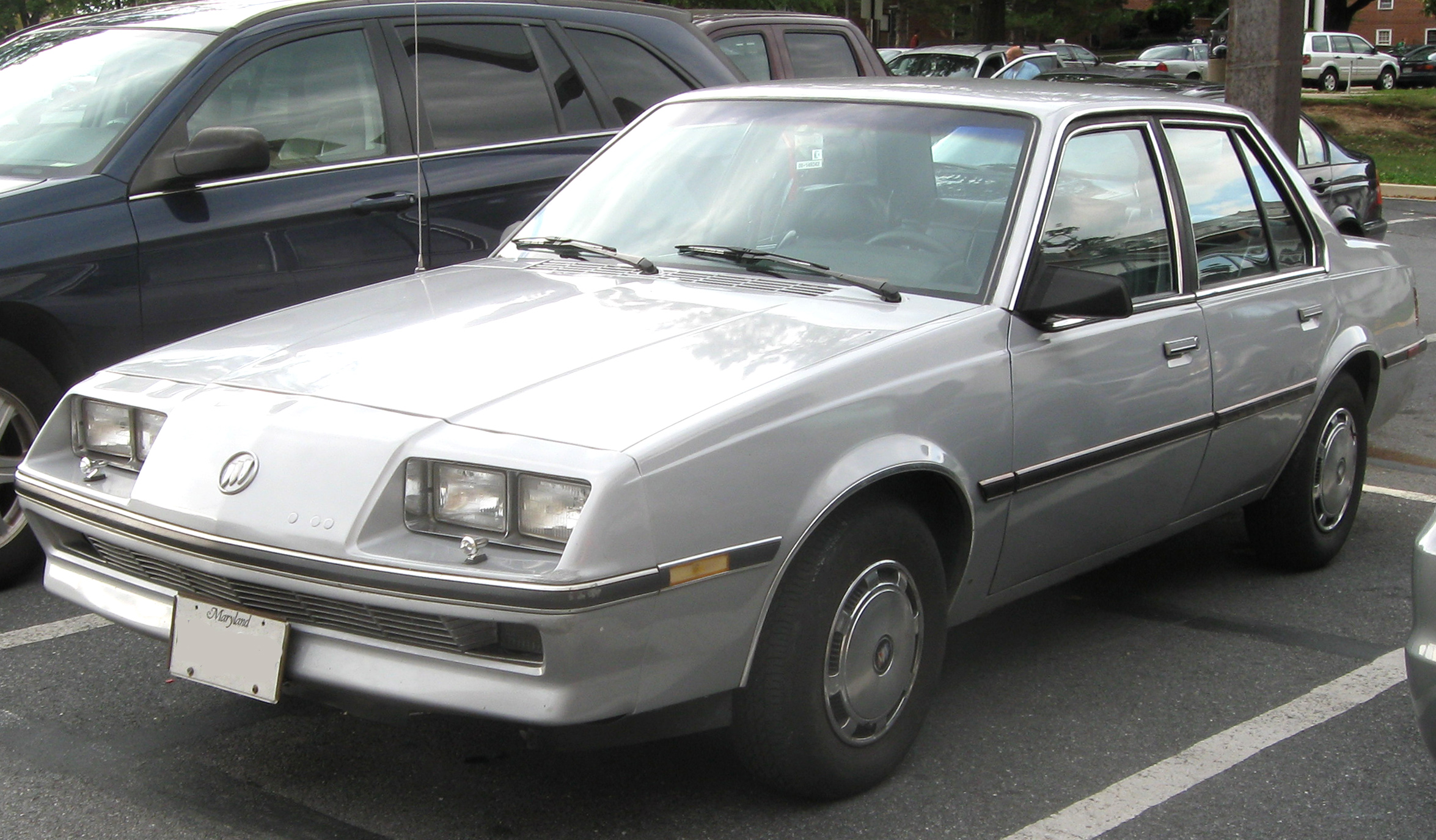
Buick Skyhawk (1982)
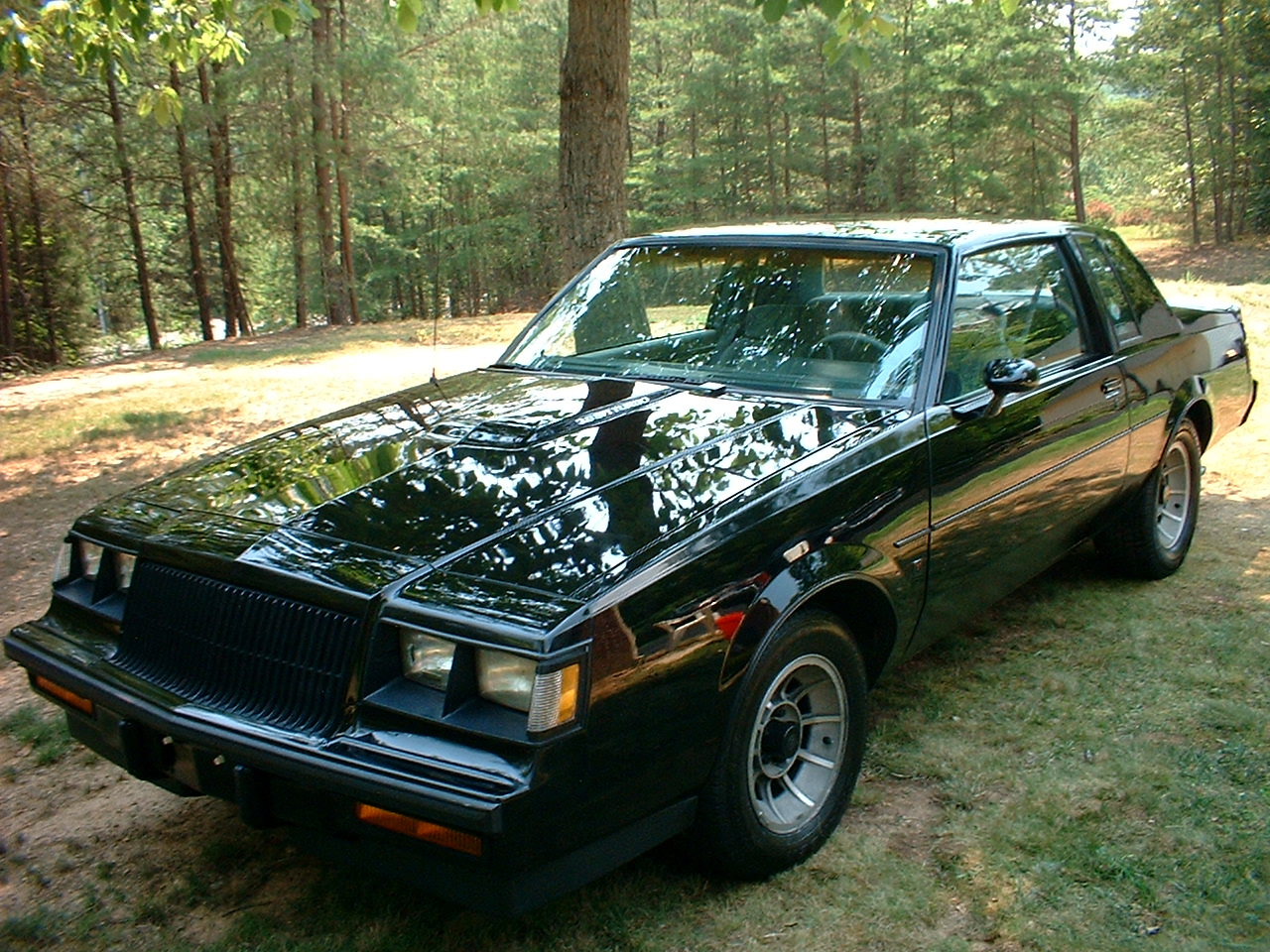
Buick Regal Turbo T (1987)
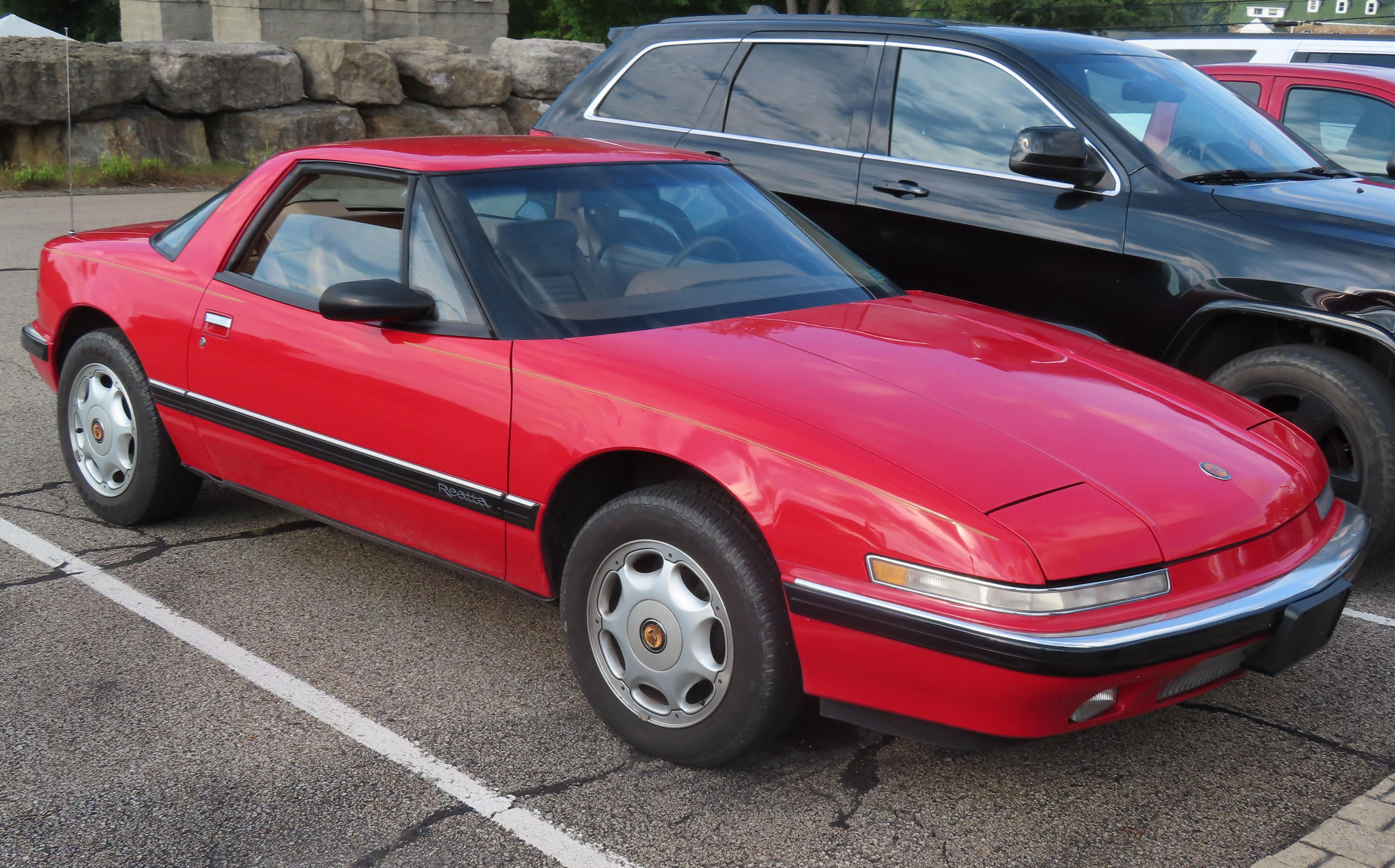
Buick Reatta (1991)
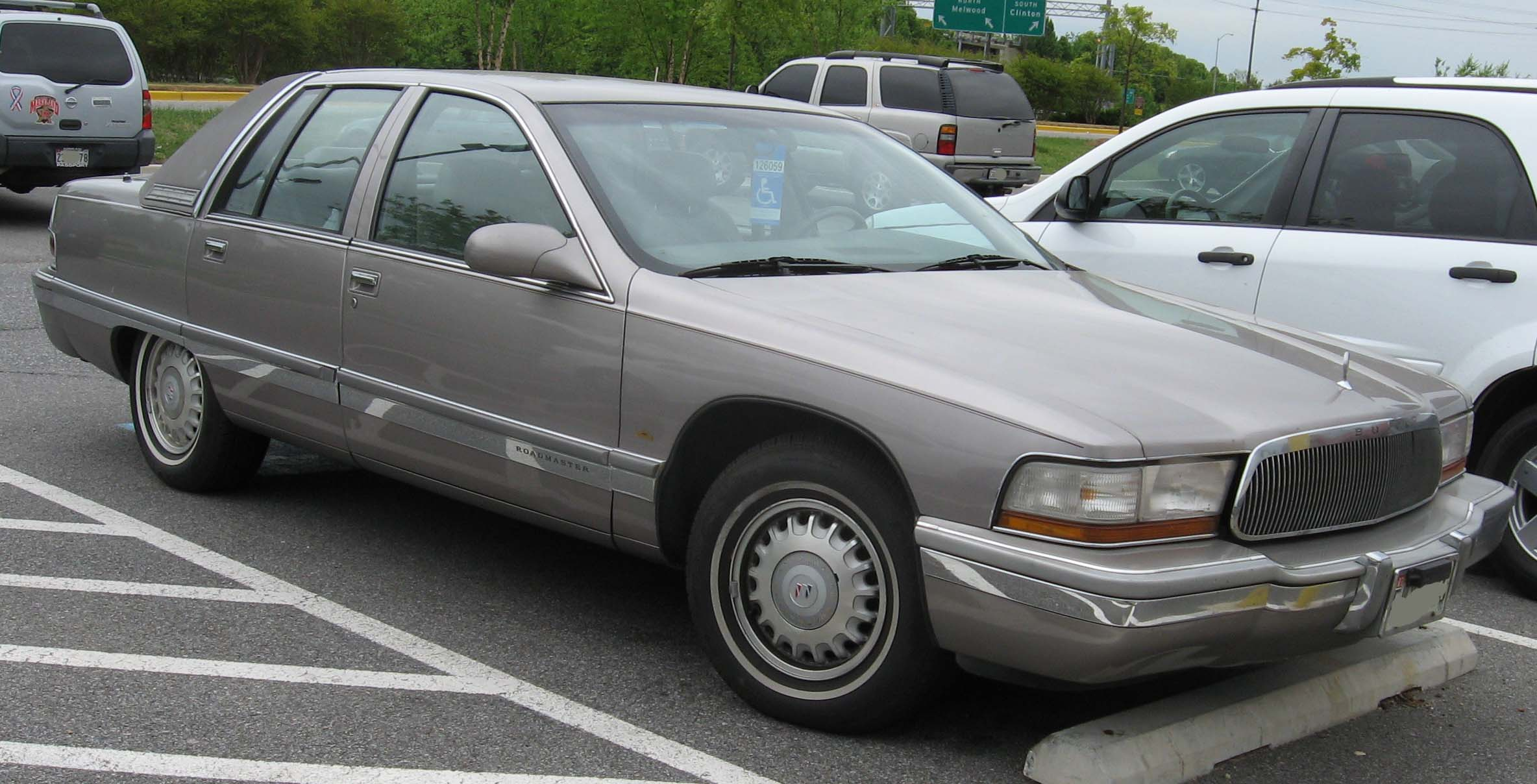
Buick Roadmaster (1991)
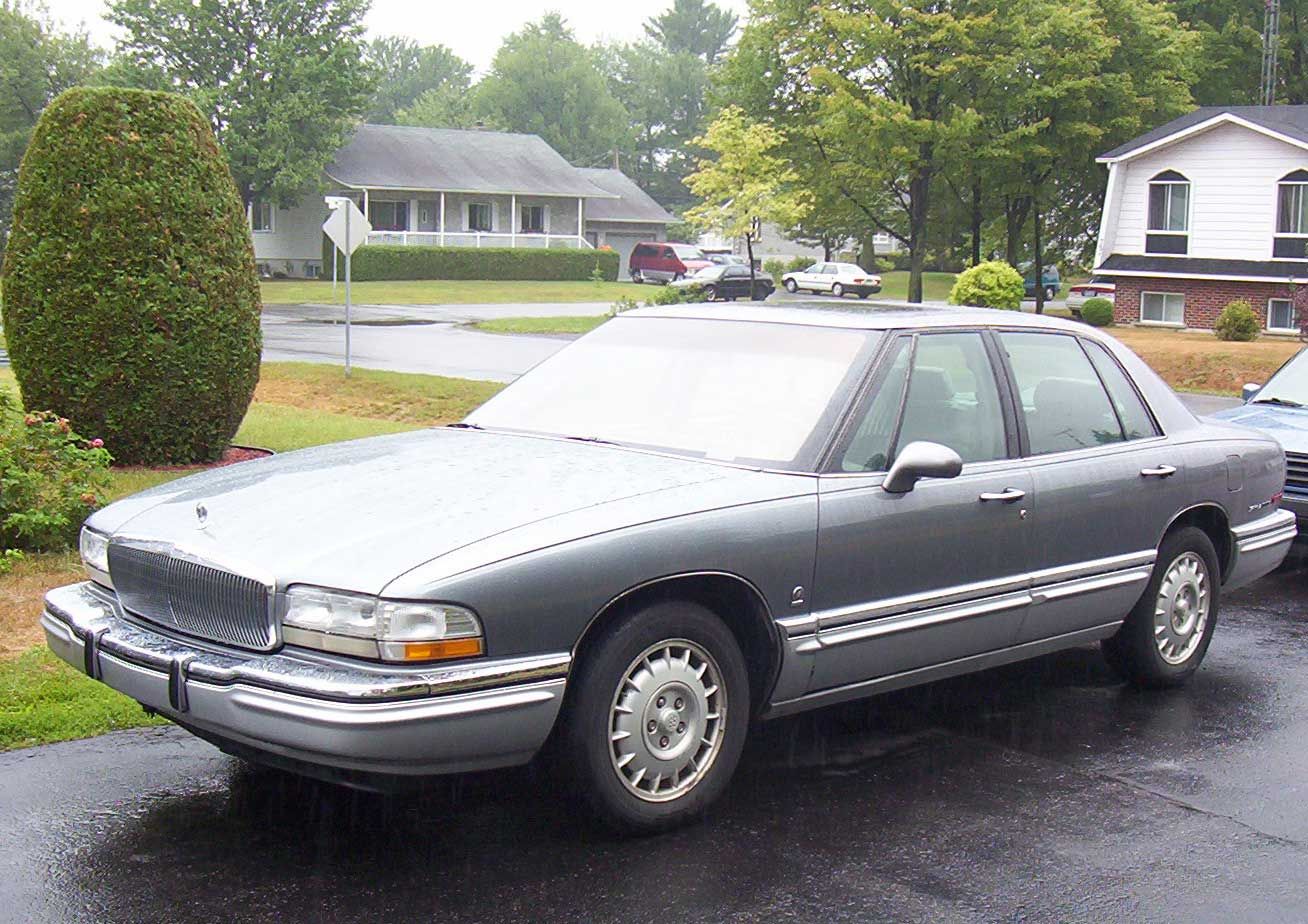
Buick Park Avenue (1991)
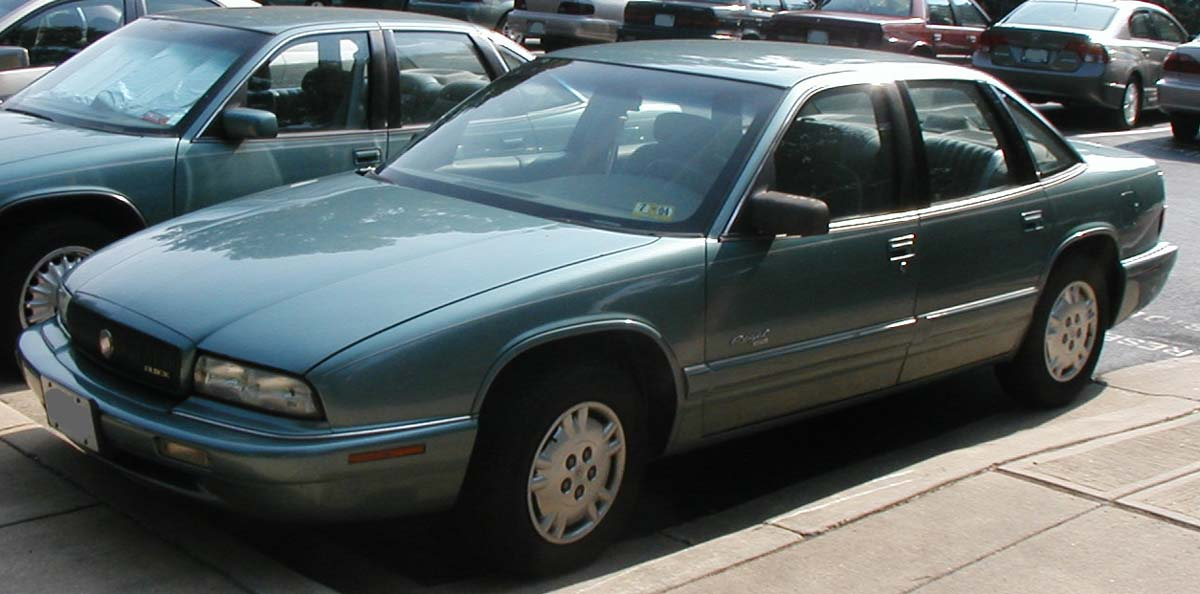
Buick Regal (1995)
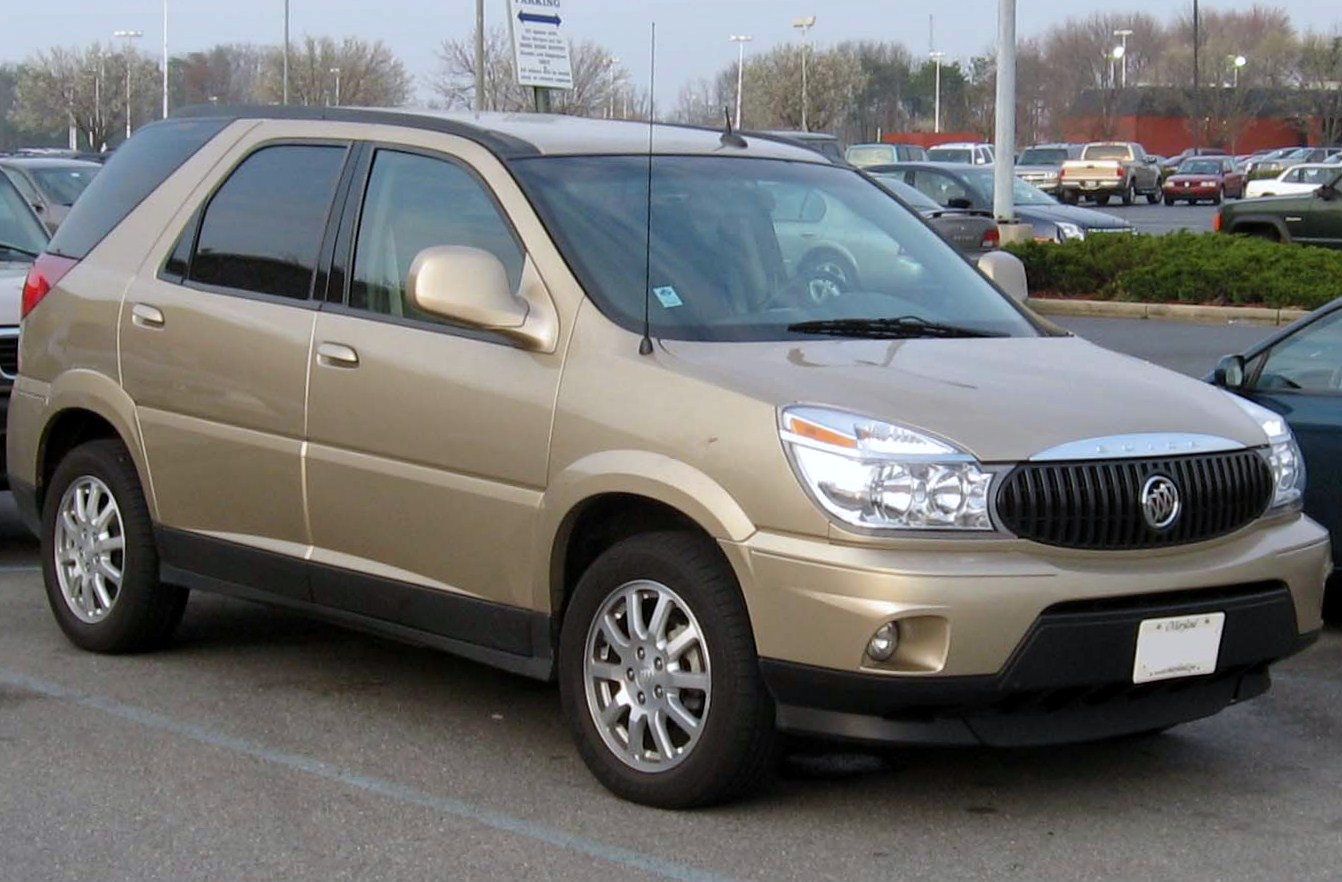
Buick Rendezvous (2004)
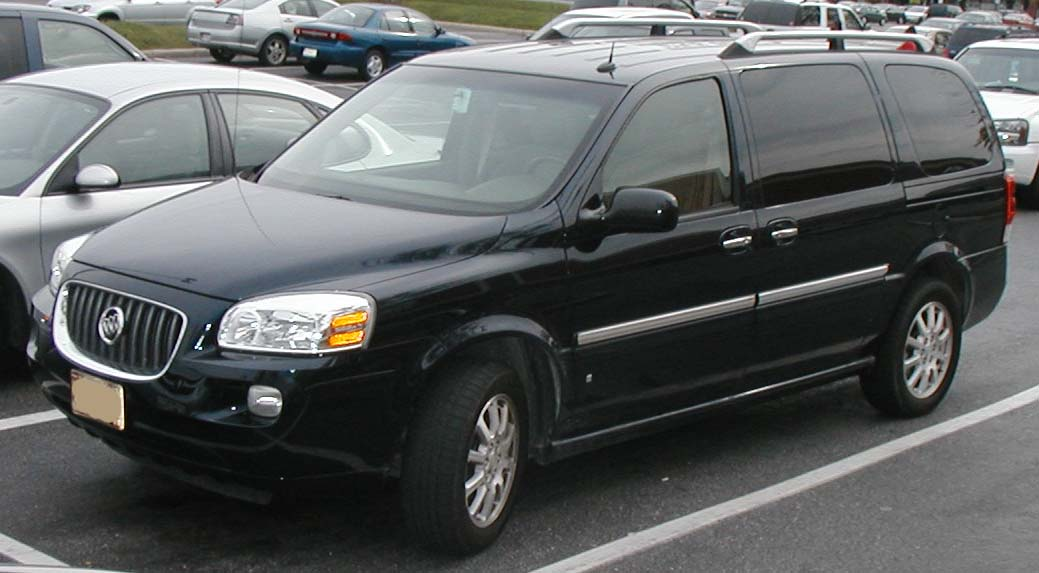
Buick Terraza (2005)
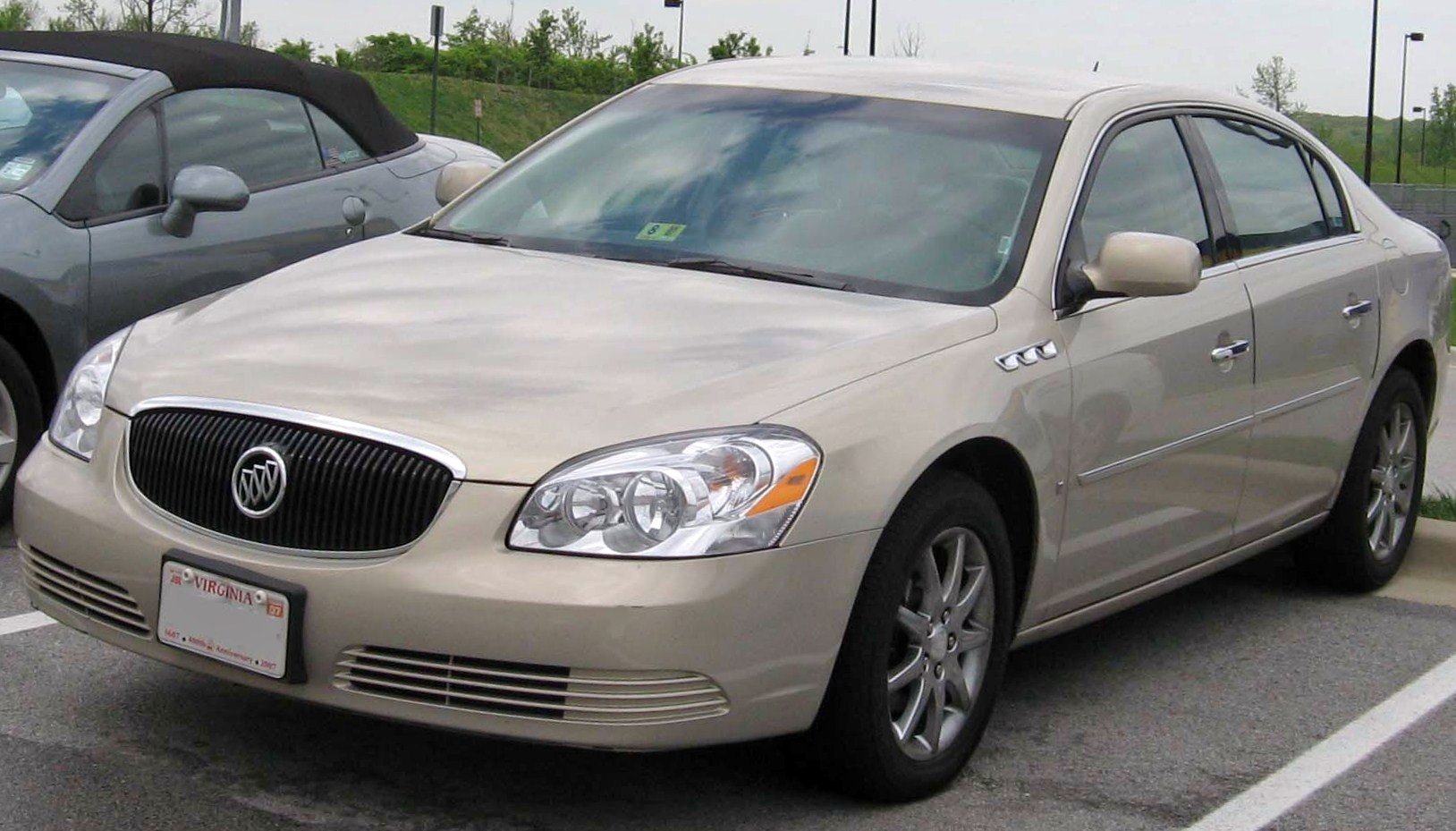
Buick Lucerne (2005)
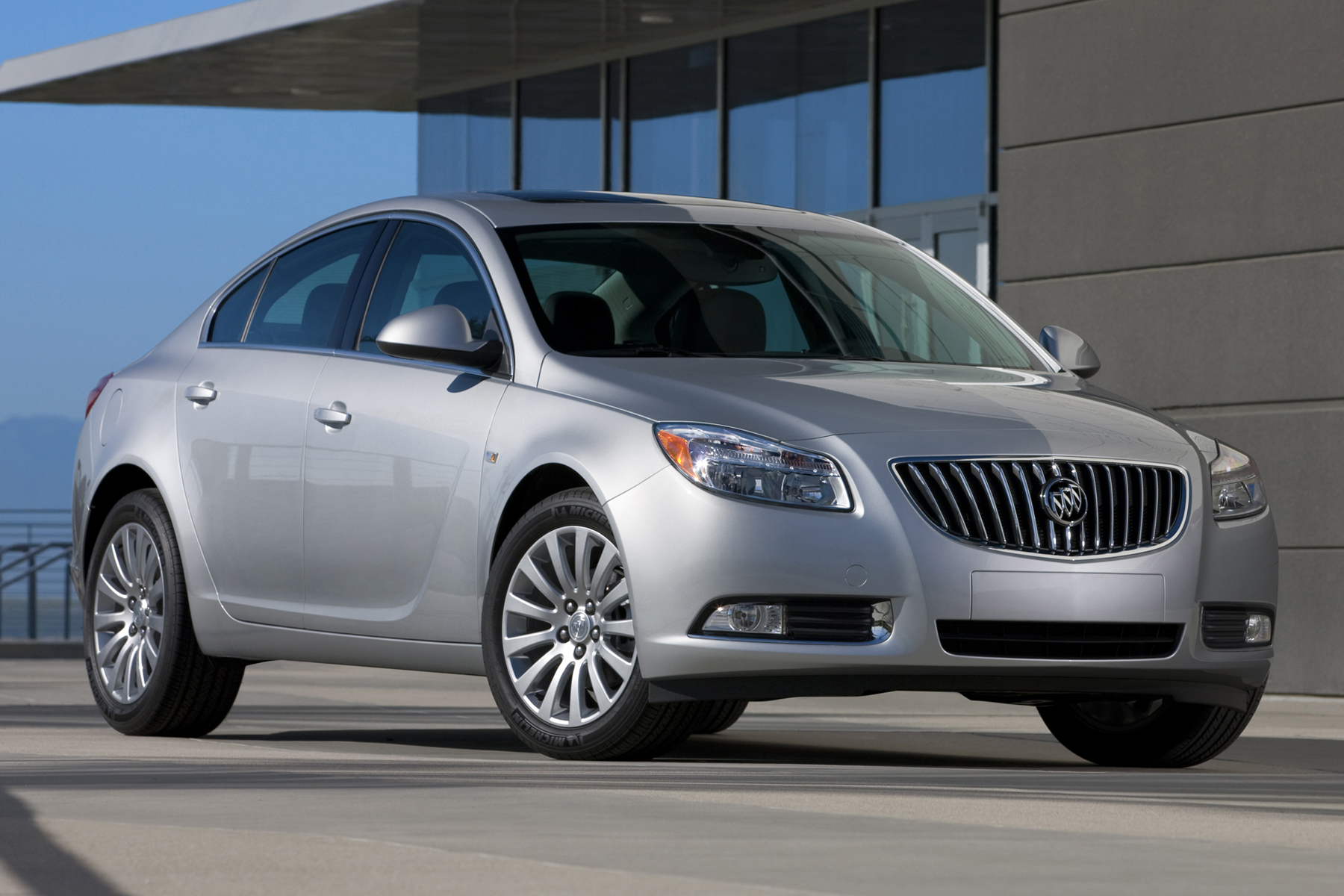
Buick Regal (2009) (Opel Insignia)

## Modellübersicht bis 1942
| Jahr | Modell                                           | Zylinder | Bohrung (mm) | Hub (mm) | Hubraum (cm³) | Leistung (PS) |
| ---- | ------------------------------------------------ | -------- | ------------ | -------- | ------------- | ------------- |
| 1904 | Model B                                          | 2        | 114,3        | 127      | 2606          | 15–22         |
| 1905 | Model C                                          | 2        | 114,3        | 127      | 2606          | 22            |
| 1906 | Model F, G                                       | 2        | 114,3        | 127      | 2606          | 22            |
| 1907 | Model D, H, K, S                                 | 4        | 107,95       | 114,3    | 4184          | 30            |
| 1907 | Model F, G                                       | 2        | 114,3        | 127      | 2606          | 22            |
| 1908 | Model D, S                                       | 4        | 107,95       | 114,3    | 4184          | 30            |
| 1908 | Model F, G                                       | 2        | 114,3        | 127      | 2606          | 22            |
| 1908 | Model 5                                          | 4        | 117,475      | 127      | 5506          | 40            |
| 1908 | Model 10                                         | 4        | 95,25        | 95,25    | 2715          | 22,5          |
| 1909 | Model F, G                                       | 2        | 114,3        | 127      | 2606          | 22            |
| 1909 | Model 6                                          | 4        | 117,475      | 127      | 5506          | 40            |
| 1909 | Model 10                                         | 4        | 95,25        | 95,25    | 2715          | 22,5          |
| 1909 | Model 16, 17                                     | 4        | 114,3        | 127      | 5212          | 32,4          |
| 1910 | Model F                                          | 2        | 114,3        | 127      | 2606          | 22            |
| 1910 | Model 7                                          | 4        | 117,475      | 127      | 5506          | 40            |
| 1910 | Model 10                                         | 4        | 95,25        | 95,25    | 2715          | 22,5          |
| 1910 | Model 16, 17, 41                                 | 4        | 114,3        | 127      | 5212          | 32,4          |
| 1910 | Model 19                                         | 4        | 107,95       | 114,3    | 4184          | 28,9          |
| 1911 | Model 14                                         | 2        | 114,3        | 101,6    | 2085          | 14,2          |
| 1911 | Model 21                                         | 4        | 107,95       | 114,3    | 4184          | 40            |
| 1911 | Model 26, 27                                     | 4        | 101,6        | 101,6    | 3295          | 25,6          |
| 1911 | Model 32, 33                                     | 4        | 95,25        | 95,25    | 2715          | 22,5          |
| 1911 | Model 38, 39                                     | 4        | 114,3        | 127      | 5212          | 48            |
| 1911 | Model 41                                         | 4        | 114,3        | 127      | 5212          | 32,4          |
| 1912 | Model 28, 29                                     | 4        | 101,6        | 101,6    | 3295          | 25,5          |
| 1912 | Model 34, 35, 36                                 | 4        | 95,25        | 95,25    | 2715          | 22,5          |
| 1912 | Model 43                                         | 4        | 114,3        | 127      | 5212          | 48            |
| 1913 | Model 24, 25                                     | 4        | 95,25        | 95,25    | 2715          | 22,5          |
| 1913 | Model 30, 31                                     | 4        | 101,6        | 101,6    | 3295          | 25,6          |
| 1913 | Model 40                                         | 4        | 107,95       | 114,3    | 4184          | 40            |
| 1914 | Model B-24, B-25                                 | 4        | 95,25        | 95,25    | 2715          | 22            |
| 1914 | Model B-36, B-37, B-38                           | 4        | 95,25        | 127      | 3620          | 35            |
| 1914 | Model B-55                                       | 6        | 95,25        | 127      | 5430          | 48            |
| 1915 | Model C-24, C-25                                 | 4        | 95,25        | 95,25    | 2715          | 22,5          |
| 1915 | Model C-36, C-37                                 | 4        | 95,25        | 127      | 3620          | 37            |
| 1915 | Model C-54, C-55                                 | 6        | 95,25        | 127      | 5430          | 55            |
| 1916 | Model D-44, D-45, D-46, D-47                     | 6        | 82,55        | 114,3    | 3670          | 45            |
| 1916 | Model D-54, D-55                                 | 6        | 95,25        | 127      | 5430          |               |
| 1917 | Model D-34, D-35                                 | 4        | 85,725       | 120,65   | 2785          | 35            |
| 1917 | Model D-44, D-45, D-46, D-47                     | 6        | 82,55        | 114,3    | 3670          | 45            |
| 1918 | Model E-34, E-35, E-37                           | 4        | 85,725       | 120,65   | 2785          | 35            |
| 1918 | Model E-44, E-45, E-46, E-47, E-49, E-50         | 6        | 85,725       | 114,3    | 3958          | 60            |
| 1919 | Model H-44, H-45, H-46, H-47, H-49, H-50         | 6        | 85,725       | 114,3    | 3958          | 60            |
| 1920 | Model K-44, K-45, K-46, K-47, K-49, K-50         | 6        | 85,725       | 114,3    | 3958          | 60            |
| 1921 | Model 44, 45, 46, 47, 48, 49, 50                 | 6        | 85,725       | 114,3    | 3958          | 60            |
| 1922 | Model 34, 35, 36, 37                             | 4        | 85,725       | 120,65   | 2785          | 35–40         |
| 1922 | Model 44, 45, 46, 47, 48, 49, 50, 54, 55         | 6        | 85,725       | 114,3    | 3958          | 60            |
| 1923 | Model 34, 35, 36, 37, 38, 39                     | 4        | 85,725       | 120,65   | 2785          | 35            |
| 1923 | Model 44, 45, 47, 48, 49, 50, 54, 55             | 6        | 85,725       | 114,3    | 3958          | 60            |
| 1924 | Model 33, 34, 35, 37                             | 4        | 85,725       | 120,65   | 2785          | 35            |
| 1924 | Model 41, 44, 45, 46, 47, 48, 49, 50, 51, 54, 55 | 6        | 85,725       | 120,65   | 4178          | 70            |
| 1925 | Model 20, 21, 24, 25, 26, 27, 28                 | 6        | 76,2         | 114,3    | 3127          | 50            |
| 1925 | Model 40, 44, 45, 47, 50, 51, 54, 55, 57         | 6        | 85,725       | 120,65   | 4178          | 70            |
| 1926 | Model 20, 24, 25, 26, 27, 28                     | 6        | 79,375       | 114,3    | 3394          | 60            |
| 1926 | Model 40, 44, 45, 47, 48, 49, 50, 51, 54, 55, 58 | 6        | 88,9         | 120,65   | 4493          | 75            |
| 1927 | Model 20, 24, 25, 26, 27, 28, 29                 | 6        | 79,375       | 114,3    | 3394          | 63            |
| 1927 | Model 40, 47, 484, 50, 51, 54, 55, 58            | 6        | 88,9         | 120,65   | 4493          | 75            |
| 1928 | Model 20, 24, 25, 26, 27, 29                     | 6        | 79,375       | 114,3    | 3394          | 63            |
| 1928 | Model 47, 48, 49, 50, 51, 54, 55, 58             | 6        | 88,9         | 120,65   | 4493          | 77            |
| 1929 | Serie 116                                        | 6        | 84,1375      | 117,475  | 3919          | 94            |
| 1929 | Serie 121, 129                                   | 6        | 92,075       | 127      | 5074          |               |
| 1930 | Series 40                                        | 6        | 87,3125      | 117,475  | 4220          | 80,5          |
| 1930 | Series 50, 60                                    | 6        | 85,725       | 127      | 4398          | 99            |
| 1931 | Series 50                                        | 8        | 73,025       | 107,95   | 3617          | 77            |
| 1931 | Series 60                                        | 8        | 77,7875      | 127      | 4828          | 90            |
| 1931 | Series 80, 90                                    | 8        | 84,1375      | 127      | 5649          | 104           |
| 1932 | Series 50                                        | 8        | 74,6125      | 107,95   | 3776          | 82,5          |
| 1932 | Series 60                                        | 8        | 77,7875      | 127      | 4828          | 90–96         |
| 1932 | Series 80, 90                                    | 8        | 84,1375      | 127      | 5649          | 104–113       |
| 1933 | Series 50                                        | 8        | 74,6125      | 107,95   | 3776          | 86            |
| 1933 | Series 60                                        | 8        | 77,7875      | 127      | 4828          | 97            |
| 1933 | Series 80, 90                                    | 8        | 84,1375      | 127      | 5649          | 104           |
| 1934 | Series 40                                        | 8        | 78,58125     | 98,425   | 3819          | 93            |
| 1934 | Series 50                                        | 8        | 75,40625     | 107,95   | 3857          | 88            |
| 1934 | Series 60                                        | 8        | 78,58125     | 117,475  | 4558          | 100           |
| 1935 | Series 90                                        | 8        | 84,1375      | 127      | 5649          | 116           |
| 1935 | Series 40                                        | 8        | 78,58125     | 98,425   | 3819          | 93            |
| 1935 | Series 50                                        | 8        | 75,40625     | 107,95   | 3857          | 88            |
| 1935 | Series 60                                        | 8        | 78,58125     | 117,475  | 4558          | 100           |
| 1935 | Series 90                                        | 8        | 84,1375      | 127      | 5649          | 116           |
| 1936 | Series 40                                        | 8        | 78,58125     | 98,425   | 3819          | 93            |
| 1936 | Series 60, 80, 90                                | 8        | 87,3125      | 109,5375 | 5247          | 120           |
| 1937 | Series 40                                        | 8        | 78,58125     | 104,775  | 4065          | 100           |
| 1937 | Series 60, 80, 90                                | 8        | 87,3125      | 109,5375 | 5247          | 130           |
| 1938 | Series 40                                        | 8        | 78,58125     | 104,775  | 4065          | 107           |
| 1938 | Series 60, 80, 90                                | 8        | 87,3125      | 109,5375 | 5247          | 141           |
| 1939 | Series 40                                        | 8        | 78,58125     | 104,775  | 4065          | 107           |
| 1939 | Series 60, 80, 90                                | 8        | 87,3125      | 109,5375 | 5247          | 141           |
| 1940 | Series 40, 50                                    | 8        | 78,58125     | 104,775  | 4065          | 107           |
| 1940 | Series 60, 70, 80, 90                            | 8        | 87,3125      | 109,5375 | 5247          | 141           |
| 1941 | Series 40                                        | 8        | 78,58125     | 104,775  | 4065          | 115           |
| 1941 | Series 50                                        | 8        | 78,58125     | 104,775  | 4065          | 125           |
| 1941 | Series 60, 70, 90                                | 8        | 87,3125      | 109,5375 | 5247          | 165           |
| 1942 | Series 40                                        | 8        | 78,58125     | 104,775  | 4065          | 110           |
| 1942 | Series 50                                        | 8        | 78,58125     | 104,775  | 4065          | 118           |
| 1942 | Series 60, 70, 90                                | 8        | 87,3125      | 109,5375 | 5247          | 165           |

Quelle:

## Modelle in den USA

### Aktuelle Modelle

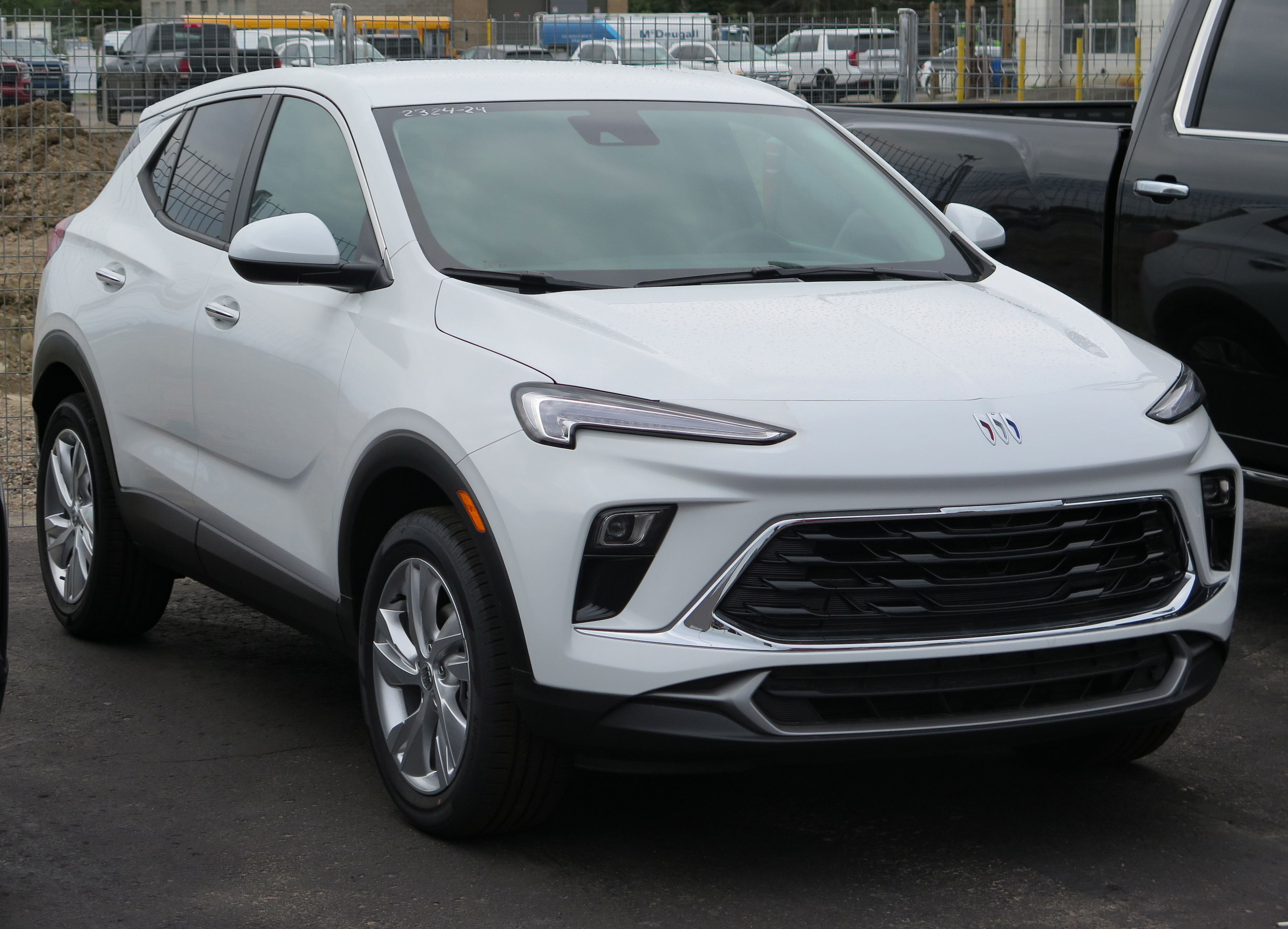
Buick Encore GX
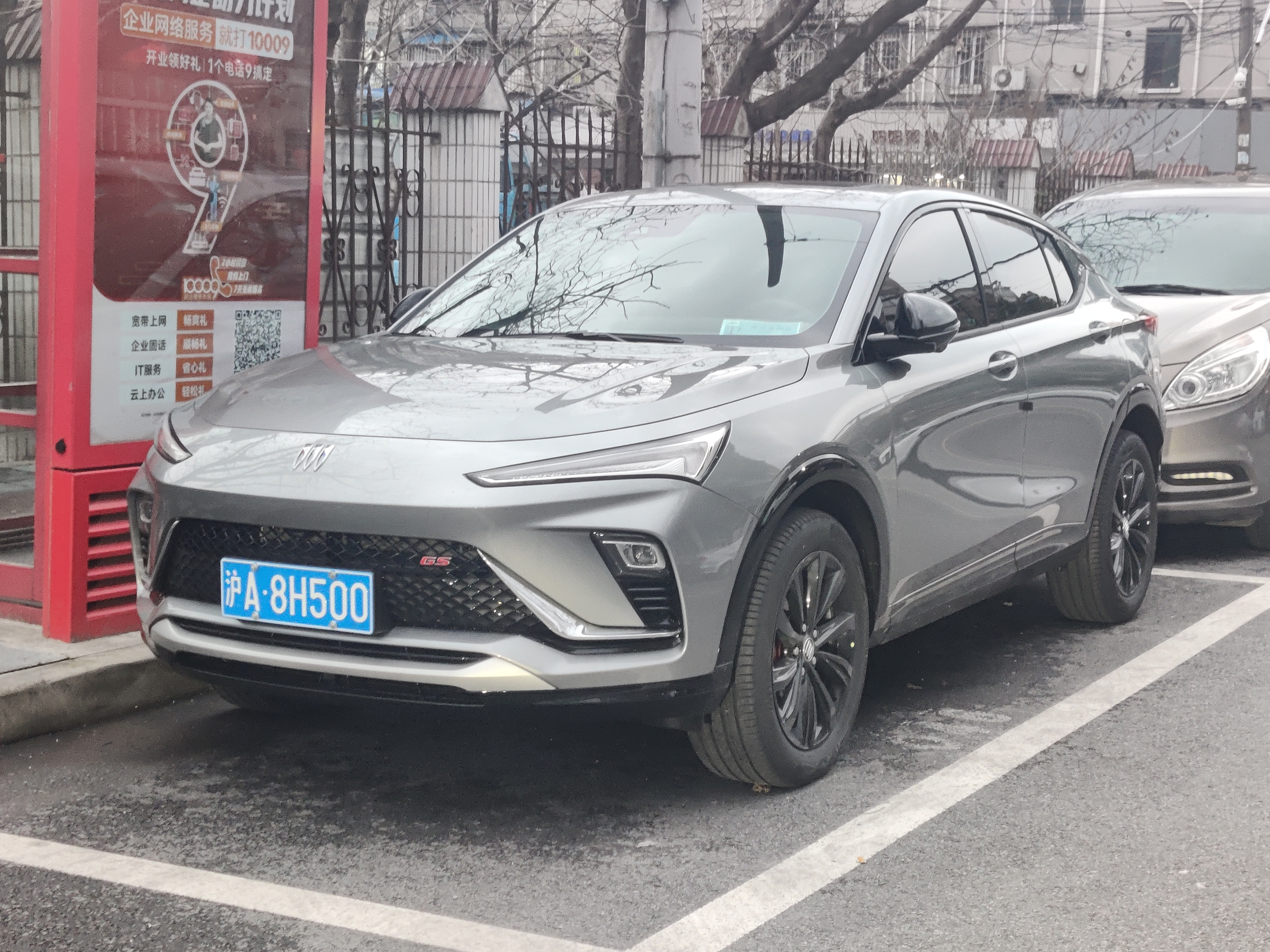
Buick Envista
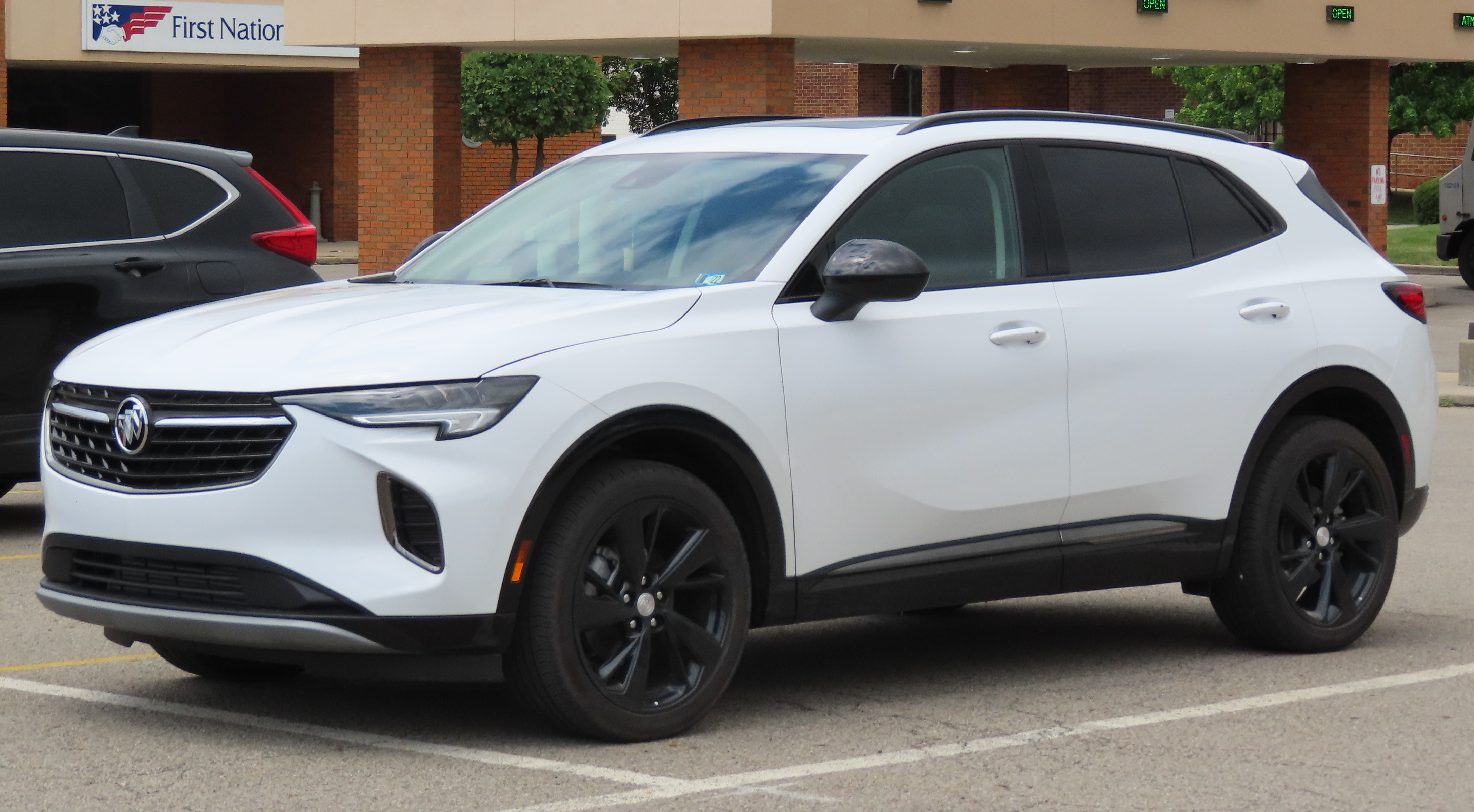
Buick Envision
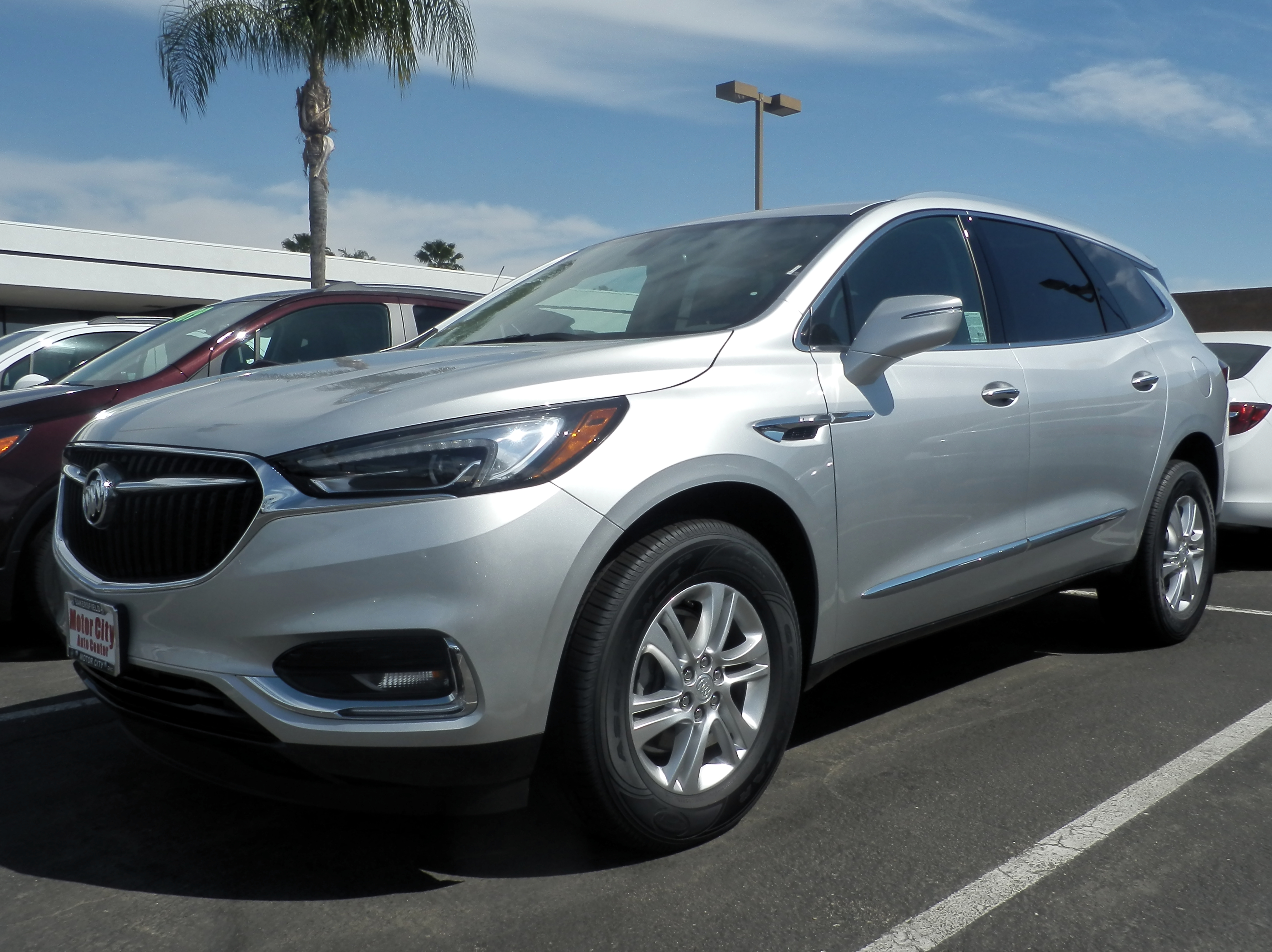
Buick Enclave

Die Verkaufszahlen der Marke Buick in den USA sind in den letzten Jahren rückläufig und lagen 2009 sogar hinter der eigentlich teurer platzierten Schwestermarke Cadillac, wobei diese eine umfangreichere Modellpalette aufweist. Hierbei ist zu beachten, dass GM der einzige Hersteller auf dem US-Markt ist, der noch immer eine eigene Marke für die mittlere Preisklasse anbietet. Neue Modelle entsprechen gegenwärtig noch weitgehend den entsprechenden Modellen der bis 2017 zu GM gehörigen europäischen Marke Opel.

#### Buick Verano
Seit Mitte bis Ende 2011 wird ein Kompaktklasse-Modell im europäischen Sinne von Buick angeboten. Der Verano ist eine Stufenheck-Version des Opel Astra J.

#### Buick Regal
Der Name Regal geht bei Buick bis in das Jahr 1973 zurück. Das Modell, welches in dieser Form in den USA seit 2010, in China aber schon seit 2009 angeboten wird, ist ein Mittelklasse-Wagen, der bis auf Markendetails mit dem Opel Insignia identisch ist.

#### Buick LaCrosse
Der seit 2009 in zweiter Generation gebaute LaCrosse ist als Konkurrenz für importierte Fahrzeuge der bei US-Herstellern sonst unüblichen oberen Mittelklasse, wie etwa den Lexus ES oder auch eine Mercedes-Benz E-Klasse gedacht. Der Buick LaCrosse nutzt die gleiche Plattform (Epsilon II) wie der Regal und wird daher auch als verlängerte Version des Regal bezeichnet (LWB = long wheel base).

#### Buick Encore
Anfang 2012 wurde ein kleiner SUV vorgestellt. Der Wagen wird in Europa als Opel Mokka bzw. Vauxhall Mokka verkauft. Technisch eng verwandt sind diese mit dem Chevrolet Trax.

#### Buick Enclave
Das seit 2007 gebaute SUV Enclave ist das Spitzenmodell der Marke und zugleich (Stand: 2009) auch das meistverkaufte. 2017 wurde es in Nordamerika durch ein neues, auf der C1XX-Plattform basierendes Modell (Buick Enclave C1XX) ersetzt.

## Modelle in China
In der Volksrepublik China bietet GM unter dem Namen Buick eine gegenüber den USA abweichende und seit 2008 sogar größere Modellpalette an.